# 山梨放送

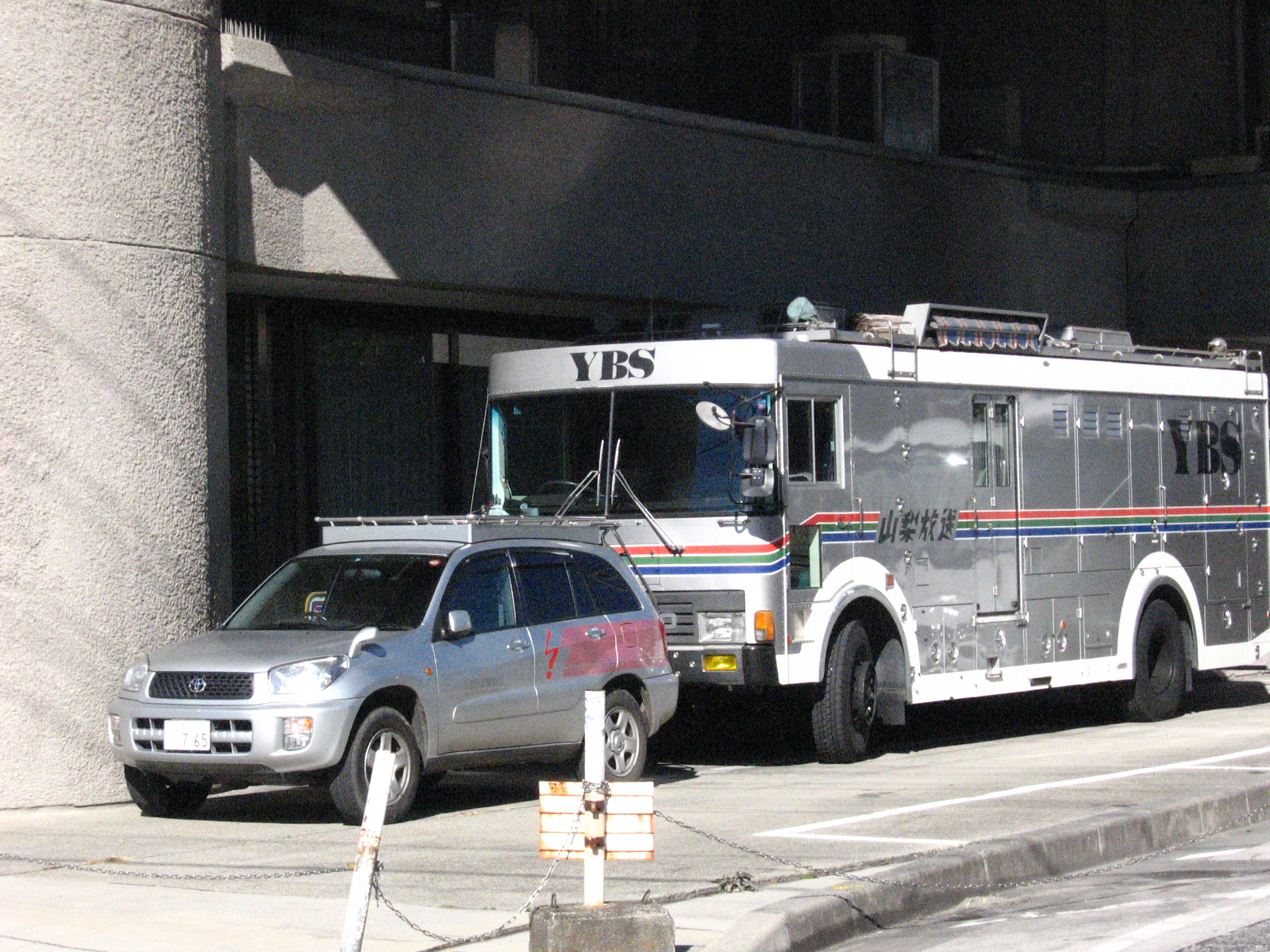
山梨放送のラジオカー（前）・テレビ中継車（後）

株式会社山梨放送（やまなしほうそう、Yamanashi Broadcasting System Inc.）は、山梨県を放送対象地域とし、中波放送（AM放送）事業とテレビジョン放送事業を行っている特定地上基幹放送事業者である。略称はYBS。

## 概要
テレビ・ラジオの放送を行い、新聞社の山梨日日新聞、ホール、旅行会社などと共に山日YBSグループを形成している。山梨日日新聞のテレビ番組欄ではYBSの番組表を黄色バックで掲載している。
ラジオはJRNとNRNのクロスネット、テレビは日本テレビ（NNN・NNS）系列である。
甲信越の民放AM局で唯一、radikoに参加していなかったが、2017年10月10日から配信を開始した。
AM放送の放送区域内において、難聴対策や災害対策のためにFMの周波数を使い、AMラジオの番組を放送するFM補完中継局(ワイドFM)を2017年12月24日に、国中地域を中心に放送開始。2018年12月23日には、東部富士五湖地域・峡南地域にもエリアを拡大した。
山梨県には、TOKYO FM（JFN）の加盟局が存在しないため、1993年にエフエム富士（FM FUJI）が退会して以降、一部の番組を放送したことがある。
なお、YBSは隣県の静岡放送とも資本関係がある（SBSがYBSの主要株主）。これは、山日YBSグループのオーナーである野口家が静岡新聞（静新SBSグループ）のオーナーである大石家と姻戚関係にあるためである。ただし、両局それぞれが制作したテレビ番組はネット系列関係の問題 があるため、相互に放送することは民間放送教育協会や系列と無関係にネットされることの多い製作委員会方式の番組を除き原則として行わない。例えば、YBS制作の番組は静岡県では静岡第一テレビ（SDT） が、SBS製作の番組は山梨県ではテレビ山梨（UTY） が放送することがある。ラジオでは同一系列のため問題なく相互放送を行うことができる。山梨放送東京支社は、銀座の静岡新聞・静岡放送東京支社ビルに入居しており、2022年6月からは東京支社内にあるラジオスタジオをSBSとの共同運営に移行している。
番組審議委員会は、毎年7月に社外委員を全員入れ替えている。このような方法は、他局では行われていない。
2024年の年間視聴率で36年連続三冠王（全日・ゴールデン・プライム）を達成した。1988年の自動式視聴率調査を開始して以来他局に譲ったことはない。
かつて中巨摩郡竜王町（現：甲斐市）にあった旧社屋は、一時 山梨交響楽団 の練習会場として使用されたが、その後は取り壊されている。

## 最近の編成
2021年4月はラジオ・テレビとも大幅な改編と出演者の刷新を行った。ラジオでは月曜から金曜まで7:20スタートの『ラララ♪モーニング』の放送時間を短縮し9:30までとし新たに月曜から金曜の10:00から12:00まで『ひる前らじお うるさごぜん』を新設した。また、月曜から金曜13:00から16:30までの『はみだし しゃべくりラジオ キックス』のパーソナリティのうち梶原しげる（月曜）、いしいそうたろう（水曜。2020年12月より翌年4月以降に木曜を担当するダンビラムーチョが代打。）、ブルボンヌ（金曜）が降板し同局アナウンサーに代わったほか山田ルイ53世も木曜から金曜に移りテレビの『やまなし調べらーず ててて!TV』と掛け持ちになった。土曜は、『Bloomin`』を10:00から14:50まで放送し土曜の番組では、久しぶりに4時間を超える番組となったが同年10月からは、9:00から12:50までに変更し約1時間短縮された。一方テレビでは月曜から金曜まで15:50から16:50まで放送していた『ててて!TV』を金曜19:00から19:56までの『やまなし調べらーず ててて!TV』にリニューアルした。これに伴い平日夕方のローカルの情報番組は8年ぶりに姿を消した。その一方でゴールデン・プライムタイムでは、『1億人の富士山』以来17年ぶりに自社制作番組がミニ番組を除いて復活した。さらに月曜から金曜18:15から18:57に放送している『YBSワイドニュース』でも10年間キャスターを務めた酒井康宜に代わりフィールドキャスターを務めていた記者出身の田中真尋がメインキャスターを担当する。
2022年はradikoで当局へのアクセスを増やすことを主な目的にラジオの改編を行った。1月10日からは『稲村亜美のヤマありたにナシ野球のハナシ』を稲村亜美とダンビラムーチョが、4月4日からは「キャイ～ンのWANIWANIさせて』をキャイ～ンと原香緒里で始めた。また毎週土曜18:00から18:30までの『プチ鹿島のラジオ19xx』は4月2日から新たにRSK山陽放送、北日本放送、静岡放送、新潟放送、KBS京都、北陸放送にもネットすることになった。また、『はみだし しゃべくりラジオ キックス』では4月4日より2020年12月に途中降板したいしいそうたろうが月曜に復帰した。同日には、『ららら♪モーニング』の放送時間を20分拡大して9:50までとなった。7月4日からは、『AKB48のささやきラジオ～たぶん、山梨でしか流れないから!～』がスタートした。この番組は10月3日より新たに北陸放送、福井放送にもネット、タイトルも『AKB48のささやきラジオ～たぶん、山梨・石川・福井でしか流れないから!～』に改題した。
2023年はテレビにおいて平日朝の大幅な改編を行った。3月31日までは8:00 - 9:55にテレビ朝日の『羽鳥慎一モーニングショー』を同時ネットで放送している関係上、同日をもって終了する日本テレビ制作の『スッキリ』は一貫して放送されなかったが、4月より『モーニングショー』の同時ネットを打ち切った上で、全国ネットの『ZIP!』を1時間延長して9:00まで放送し、引き続き日本テレビ制作の新番組『DayDay.』を10:25まで放送する形式に一新した。一方ラジオでは、毎週土曜に放送していた『Bloomin`』に代わり4月1日から『ミュートレック～MuTrek』を神部冬馬のMCで9:00から12:50まで放送する ほか同日には、『CENTURY21 NEXT STYLE presents 世間知らズの食べドコ』を17:30から17:45まで放送する。MCの世間知らズはダンビラムーチョに代わって『はみだし しゃべくりラジオ キックス』の木曜担当にもなった。このほか、視覚障害者に向けて1964年から放送されてきた『ラジオライトハウス』が同年3月25日をもってレギュラー編成としての放送を終了した。59年の長きに渡り放送された。
2024年は開局70周年を迎えるがラジオ・テレビとも自社制作番組については大幅な改編は行わなかった。テレビでは、『YBSワイドニュース』のキャスターが田中真尋に代わりフィールドキャスターを務めていた吉岡秀樹がメインキャスターを担当する。ラジオでは『AKB48のささやきラジオ～たぶん、山梨・石川・福井でしか流れないから!～』が4月1日から山口放送にもネット。タイトルも『AKB48のささやきラジオ～たぶん、山梨・石川・福井・山口でしか流れないから!～』に改題し翌日の4月2日からは、山口放送制作の『松村邦洋のOH-!邦自慢』のネット受けがスタートした。

## 主な受賞歴

### テレビ
- 日本民間放送連盟賞
  - 2008年 特別表彰部門青少年番組最優秀賞『ともちゃん家の5時「森で遊ぼう」』[18]
  - 2014年 特別表彰部門青少年番組優秀賞『YBSふるさとスペシャル 歩け105km、心のかぎり～復活!甲府一高強行遠足～』[19]
  - 2022年 番組部門テレビ教養番組優秀賞『やまなしSDGsプロジェクト「善意の休診日～毒舌院長の奮闘記～」』[20]
    - この番組は2022年9月4日『NNNドキュメント「休診日に会おうぜ！～大丈夫、みんなできる～」』で30分番組に再構成し全国に放送された[21][22]。

### ラジオ
- 日本民間放送連盟賞
  - 2003年 番組部門ラジオ教養番組最優秀賞『音楽夢譚～ギタリスト深沢七郎～』[注釈 5][23]
  - 2014年 番組部門ラジオ報道番組優秀賞『YBSラジオスペシャル 水腫脹満茶碗のかけら～地方病100年のかけら～』[24]
  - 2014年 番組部門ラジオエンターティンメント番組優秀賞『山梨放送開局60周年記念ラジオドラマ「山梨交通presents 婚活バスは、ふるさとへ』[25]
  - 2015年 番組部門ラジオ教養番組優秀賞『YBSラジオスペシャル オルゴールが照らす道しるべ』[26]
  - 2015年 番組部門ラジオエンターティンメント番組優秀賞『都留文科大学Presents YBSラジオ スペシャルドラマ　生と死の狭間に～戦場ジャーナリスト山本美香』[27]
  - 2017年 番組部門ラジオ報道番組優秀賞『YBSラジオスペシャル 報怨以徳 ～リポート 塀の中の高齢化』[28]
  - 2018年 番組部門ラジオ教養番組優秀賞『YBSラジオFM開局記念特別番組 ナチュラルクワイエットを求めて』[29]
  - 2019年 番組部門ラジオ生ワイド番組優秀賞『はみだし しゃべくりラジオ キックス（月曜 梶原しげる・塩澤未佳子）』 - 「電話詐欺」について取り上げた回[30]
  - 2024年 番組部門ラジオ報道番組優秀賞、ラジオ・準グランプリ『リスタート～ギャンブル依存症回復への道～』[31][32]
  - 2024年 番組部門ラジオ教養番組優秀賞『ピースフィールド 地雷のない大地へ～日本人技術者の挑戦～』[33]
  - 2024年 番組部門ラジオ生ワイド番組最優秀賞『はみだし しゃべくりラジオ キックス（火曜 みほとけ・塩澤未佳子）』 - 「リセット」をテーマにトーク展開した回[34][35]
  - 2025年 番組部門ラジオ生ワイド番組 関東甲信越・静岡地区1位『はみだし しゃべくりラジオ キックス（金曜 髭男爵山田ルイ53世・森田絵美）』 - 「不登校」をテーマに放送した回[36]
- 日本放送文化大賞
  - 2015年 第11回ラジオ・グランプリ候補作品（関東・甲信越・静岡地区）『都留文科大学Presents YBSラジオ スペシャルドラマ 生と死の狭間に～戦場ジャーナリスト山本美香』[37]
- ギャラクシー賞
  - 2021年 第59回ラジオ部門奨励賞『「生理MEETING」～私らしく生理整頓～』[38][39]

ほか

## 資本構成
企業・団体の名称、個人の肩書は当時のもの。出典：

### 2021年3月31日
| 資本金      | 発行済株式総数 | 株主数 |
| ----------- | -------------- | ------ |
| 2億4000万円 | 480,000株      | 163    |

| 株主           | 株式数   | 比率  |
| -------------- | -------- | ----- |
| 山梨日日新聞社 | 47,800株 | 9.95% |
| 山梨文化会館   | 47,800株 | 9.95% |
| 静岡新聞社     | 47,800株 | 9.95% |
| 野口英一       | 47,680株 | 9.93% |
| 静岡放送       | 45,200株 | 9.41% |
| サンニチ印刷   | 30,770株 | 6.41% |

## 本社・総支社・支社
全ての本社・総支社・支社が山梨日日新聞社・山梨放送の事業を兼務する。
- 本社：山梨県甲府市北口2丁目6番10号
- 富士吉田総支社：山梨県富士吉田市下吉田9丁目4番12号
- 東京支社：東京都中央区銀座8丁目3番7号 静岡新聞・静岡放送東京支社ビル内
- 大阪支社：大阪府大阪市北区堂島2丁目1番31号 京阪堂島ビル内
- 静岡支社：静岡県静岡市駿河区登呂3丁目1番1号 静岡新聞放送会館内
- 長野支社：長野県松本市大手3丁目1番1号 松本ビル内

## 沿革

### 1900年代
- 1953年（昭和28年）
  - 2月1日 - ラジオ、甲府放送局の免許を申請。[44]
  - 5月25日 - ラジオ、富士吉田放送局の免許を申請。[44]
  - 8月9日 - 株式会社 ラジオ山梨の創立事務所を山梨市の山梨県商工会議社内に設置。[44]
  - 9月18日 - ラジオ、甲府放送局の予備免許を取得。[44]
  - 10月15日 - 創立事務所を甲府市百石町に移転（旧本社）。[44]
- 1954年（昭和29年）
  - 3月15日 - ラジオ山梨創立総会を開催。[44]
  - 3月25日 - 会社設立の登記が完了し、ラジオ山梨（RYC）が正式に設立（資本金3千万円）。[44]
  - 4月5日 - 甲府放送所（山梨市外の敷島町字大下条）の地鎮祭を挙行。[44]
  - 6月18日 - ラジオ、甲府放送局の試験電波を発射。[44]
  - 6月25日 - ラジオ、甲府放送局が郵政省（関東電波管理局）の落成検査に合格、本免許を取得（コールサイン：JOJF、周波数：1490kc）。[45]
  - 6月30日 - 開局前夜祭を山梨県議会議事堂にて開催。[45]
  - 7月1日 - 午前11時40分、全国34番目（宮崎放送と同日）の民放ラジオ局として開局、本放送を開始。[45]
    - 当日は開局記念式を挙行。更に、東京と大阪に支社を開設。[45]
- 1956年（昭和31年）
  - 5月30日 - ラジオ、甲府局の出力増力を郵政省に申請。[45]
  - 7月17日 - ラジオ、甲府局の周波数変更を郵政省に申請。[45]
  - 7月24日 - テレビ放送の免許申請書を郵政省に提出。[45]
  - 7月27日 - ラジオ、甲府局の出力増力が郵政省から許可される。これにより、昼夜の送信出力が1kWに増力される。[45]
  - 8月28日 - ラジオ、甲府局の変更後の周波数が740kcとなり、同年10月1日に施行。[45]
  - 9月7日 - ラジオ、富士吉田放送局に予備免許を取得（コールサイン：JOJL、周波数：1060kc）。
  - 9月14日 - ラジオ、富士吉田放送局の地鎮祭を挙行。[45]
  - 10月1日 - ラジオ、甲府局の周波数を740kcに変更。[45]
  - 11月25日 - ラジオ、富士吉田放送局の試験電波を発射。[45]
  - 11月29日 - ラジオ、富士吉田放送局が本免許を取得。[45]
  - 11月30日 - 富士吉田ラジオ放送局の開局式と開局前夜祭を挙行。[45]
  - 12月1日 - ラジオ、富士吉田放送局（JOJL）がこの日の午前6時に開局、本放送を開始。[45][46]
- 1957年（昭和32年）10月22日 - 地上波アナログテレビ放送の予備免許を取得（コールサイン：JOJF-TV、VHF:5チャンネル、出力：映像 3kW、音声 不明）。[47]
- 1958年（昭和33年）1月23日 - 東京支社とニッポン放送との間に音声中継線を開設。[47]
- 1959年（昭和34年）
  - 4月16日 - テレビ、坊ヶ峰テレビ送信所の地鎮祭を挙行。[47]
  - 5月1日 - ラジオスタジオを増設。[47]
  - 5月21日 - テレビ演奏所（放送センター、中巨摩郡竜王町）の地鎮祭を挙行。[47]
  - 6月9日
    - ラジオ山梨番組審議会が発足。[47]
    - 山岳遭難連絡放送を開始。[47]

  - 9月1日 - 坊ヶ峰テレビ送信所の鉄塔建立式を挙行。[48]
  - 11月13日 - 地上波アナログテレビ放送の試験電波を発射。[48]
  - 12月1日 - 地上波アナログテレビ放送の本免許を取得。[48]
  - 12月13日 - 地上波アナログテレビ放送のサービス放送を開始。[48]
  - 12月18日 - 坊ヶ峰テレビ送信所が落成。[48]
  - 12月20日 - 地上波アナログテレビ局が開局、本放送を開始。[48]
- 1960年（昭和35年）
  - 3月19日 - テレビ開局式典を挙行。翌日には、テレビ開局記念祭も行われる。[48]
  - 5月6日
    - 地方局懇談会を山梨県にて開催。[48]
    - 甲府市の姉妹都市である米アイオワ州のデモイン市の放送局とテープ交換を行う。[注釈 10][48]

  - 6月7日 - 同年に山梨県の姉妹県（州）となった米アイオワ州の放送局とテープ交換を行う。[48]
  - 9月23日 - 山梨県体育祭（この年は第13回）を、テレビで初実況中継。[48]
- 1961年（昭和36年）
  - 5月31日 - 富士吉田アナログテレビ中継局の設置申請を郵政省に提出。[48]
  - 7月30日 - 全国高等学校野球選手権大会の西関東予選を、テレビで初実況中継。[48]
  - 9月1日 - 社名を「山梨放送(YBS) 」へ変更 。[48]
- 1962年（昭和37年）
  - 1月19日 - 富士吉田改め、富士山アナログテレビ中継局の予備免許を取得。[49]
  - 4月2日 - 富士山アナログテレビ中継局（二合目に設置）の地鎮祭を挙行。[49]
  - 6月12日 - 「第6回参議院議員通常選挙」の立合演説会を、ラジオ・テレビ共に実況中継。テレビでの同実況中継は全国初。[49]
  - 7月1日 - 「第6回参議院議員通常選挙」の開票速報を、ラジオ・テレビの双方にて行う。[49]
  - 7月30日 - 富士山アナログテレビ中継局の本免許を取得、翌31日午前9時35分から放送開始。[49]
  - 10月1日 - テレビの朝の放送を開始。[49]
- 1964年（昭和39年）10月1日 - アナログテレビのカラー放送を開始。[50]
- 1966年（昭和41年）10月21日 - 本社を甲府市の山梨文化会館に移転。
- 1967年（昭和42年）9月2日 - 社史本「創業より山梨文化会館まで」（山梨放送10年史編集委員会・編）を発行。[51]
- 1970年代後半（時期不詳） - ラジオの終夜放送を開始（日曜深夜 - 月曜未明を除き24時間放送。5:00基点）。
- 1978年（昭和53年）11月23日 - ラジオ本局（甲府送信所）の周波数を765kHzに変更。
- 1983年（昭和58年）4月1日 - ラジオの終夜放送を一旦廃止し、深夜の停波枠を設ける。
- 1986年（昭和61年）7月1日 - アナログテレビの音声多重放送を開始[52]。
- 1990年（平成2年）4月（詳細日付不詳） - ラジオの深夜放送を本格再開。ただし終夜放送はせずに3:00 - 5:00（後に4:30）[注釈 11] に停波。
- 1995年（平成7年）4月 - ラジオの終夜放送を再開（当初 5:00基点→その後月曜のみ4:00基点に）。
- 1998年（平成10年） - 大月・上野原ラジオ中継局開局。

### 2000年代
- 2004年（平成16年）2月2日 - 富士吉田局のラジオ周波数（JOJL / 1062 kHz）を変更し、親局と同一周波数（765 kHz）放送となる。
- 2006年（平成18年）
  - 1月16日 - 地上デジタルテレビ放送の試験電波を初めて発射（4月1日から局IDも送信開始）。
  - 2月20日 - テレビ、地上デジタルテレビ放送対応のマスターに更新（NEC製）。
  - 4月10日 - 地上デジタルテレビ放送のサービス放送を開始（ハイビジョン放送のみ）。
  - 7月1日 - 地上デジタルテレビ放送の本放送を開始（ハイビジョン・ワンセグ同時）。
- 2008年（平成20年）10月1日 - 隣接する静岡県の日本テレビ系列局である静岡第一テレビと共同で、ハイビジョン用デジタル中継が可能なヘリコプターを導入[注釈 12]。静岡・山梨県全域（静岡第一テレビ・山梨放送 両局放送・取材エリア内）の中継を担当。
- 2013年（平成25年）
  - 7月7日 - 甲斐市竜地の双葉ラジオ送信所の敷地に、メガソーラー規模の太陽光パネルを導入し、同日に稼働開始[53][54][55]。
  - 山梨県小瀬スポーツ公園野球場の命名権を取得し、2014年3月より5年間「山日YBS球場」（さんにちワイビーエスきゅうじょう）の名称を使用する[注釈 13][57]。
- 2014年（平成26年）
  - 7月1日 - 山梨放送開局60周年
- 2017年（平成29年）
  - 8月15日 - FM補完中継局（ワイドFM、ステレオ放送）「YBS甲府FM」に予備免許が交付[58]。
  - 10月10日 - ラジオ放送が「radiko」（「radiko.jpプレミアム（エリアフリー聴取）」を含む）に参加（ステレオ放送）。これに伴い、山梨県内ではradikoでも聴くことも出来るようになり、山梨県外でもradikoプレミアムを通して有料にてYBSラジオを聴く事が出来るようになる（日本国内のみ）。
  - 12月24日 - FM補完中継局「甲府FM放送局」が開局[59]。
  - この年の日本民間放送連盟賞にて、ラジオ報道番組部門で『YBSラジオスペシャル 報怨以徳 ～リポート 塀の中の高齢化』が、CM部門（21秒以上の部）でラジオCM『自社媒体ＰＲスポット/ラジオ大好き篇』(60秒)が各々優秀賞を受賞。
- 2018年（平成30年）
  - 3月13日 - 山梨放送のワイドFMの放送エリアを拡大するため、総務省より「無線システム普及支援事業費等補助金」を交付[60]。
  - 10月26日 - 総務省がYBS山梨放送に放送局の再免許を交付[61]。
  - 12月14日 - 総務省がYBS山梨放送にFM補完放送局「三ツ峠FM放送局」、「身延FM放送局」の免許を交付[62]。
  - 12月23日 - FM補完放送局「三ツ峠FM放送局」、「身延FM放送局」が開局[63]。
  - この年の日本民間放送連盟賞にて、ラジオ報道番組部門で『YBSラジオスペシャル「サティアンの記憶～オウム真理教が残した平成の傷痕」』が、ラジオ教養番組部門で『YBSラジオFM開局記念特別番組 ナチュラルクワイエットを求めて』が各々優秀賞を受賞。
- 2019年（令和元年）
  - 7月1日 - 山梨放送開局65周年
- 2021年（令和3年）
  - 10月18日 - テレビ放送、「NNS標準営放システム」サービス提供開始[64]。
- 2022年（令和4年）
  - 6月2日 - 東京支社のラジオスタジオが「Tokyo 909 Stadio」としてリニューアル。静岡放送と共同利用[4]。
- 2023年（令和5年）
  - 9月23日 - この日が「やまなし手話言語の日」であることと同局の開局70周年プロジェクトの一環としてこの日に限りYBSテレビの17:20と20:54の『YBSニュース』で同局制作では初の手話ニュースを実施[65][66]。
  - 12月31日 - この日の到着分をもって、テレビ・ラジオの受信報告書の受付を休止[67]。

## 社史・記念誌
山日YBSグループ名義で発行されたものについては山梨日日新聞の社史・記念誌の項を参照されたし。
- 『創業より山梨文化会館まで』（山梨放送10年史編集委員会 編）1967年発行、122ページ[68]。
- 『世紀をつなぐ 山梨放送開局45周年記念誌』（山日YBSグループ山梨文化会館広報室 編集）1999年7月1日発行、58ページ。
- 『Wave時代はデジタルへ : 山梨放送開局60周年記念誌 : radio & television : 2000-2014』（山梨放送開局60周年プロジェクト「社史編纂チーム」 編）2014年7月1日発行、99ページ。非売品。

このほか、2004年に『山梨放送50年史』という156分のDVDを製作している。

## キャッチコピー
- （地デジは）デジ流
  - デジタル放送をあなた流に楽しむの意味で「デジ流」。

- カナエルチカラYBS

- ててて!ラララ♪YBS

- ジャーン!YBS
  - 山梨放送70周年イヤーに伴って新しく制定された。

## ラジオ

### ラジオ周波数

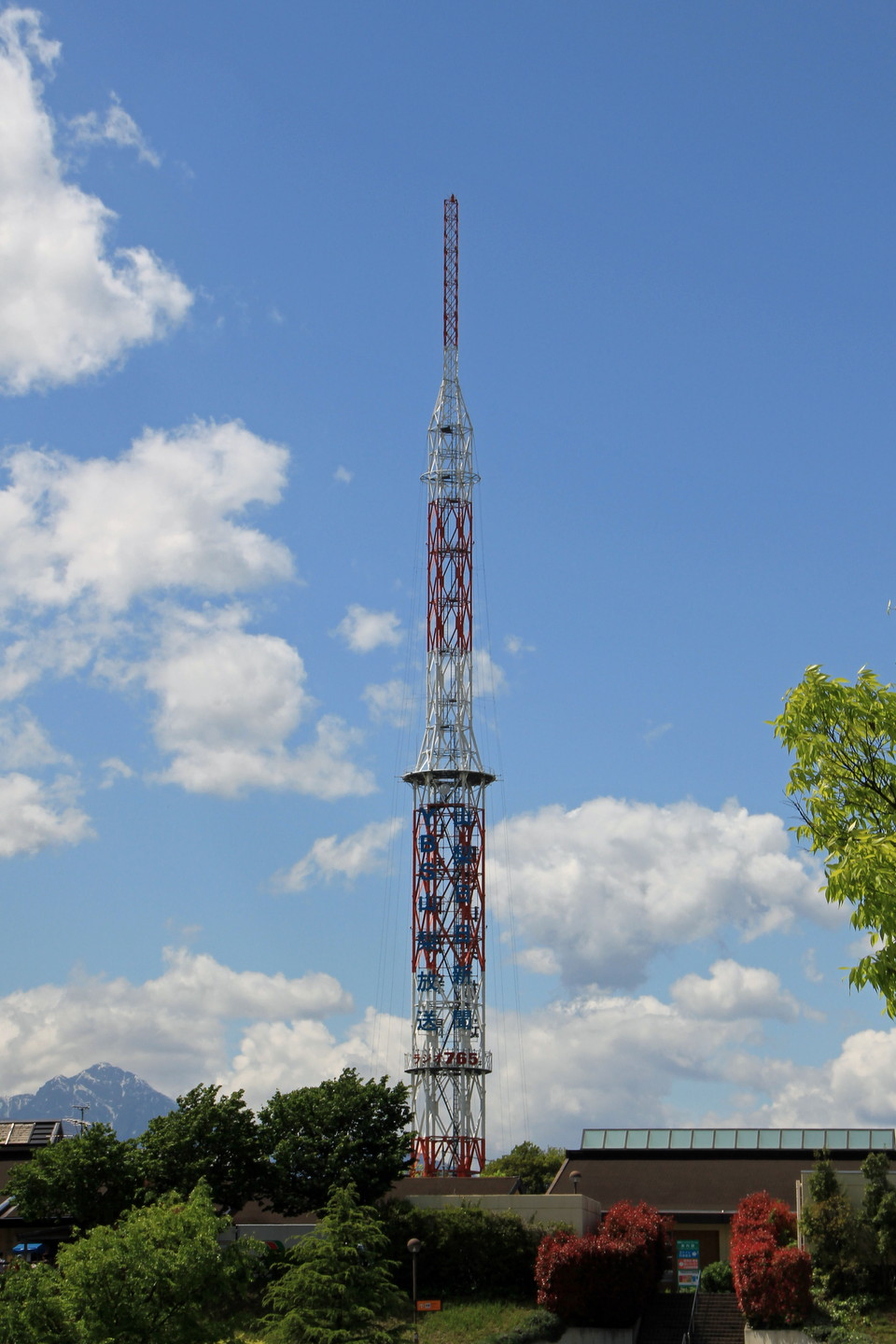
甲府親局。双葉サービスエリアより2012年5月撮影

2004年（平成16年）3月31日に同一周波数放送を実施。その後開局したワイドFM（FM補完放送）も全局で同一周波数で放送している。
| AM放送       | AM放送               | AM放送  | AM放送     | AM放送 |
| 親局         | 呼出符号             | 周波数  | 空中線電力 | 送信所概要 （技術情報） |
| ------------ | -------------------- | ------- | ---------- | --- |
| 甲府         | JOJF                 | 765kHz  | 5kW        | - 送信空中線：130m自立式六角鉄塔 基部接地型副導線式空中線（加藤電気） - 送信機：RM-45DS（東芝） - 放送伝送回線：出力1W、1.2m鏡面パラボラアンテナ。バックアップ回線はNTT回線 - 送信局舎：鉄筋コンクリート1階9m×5m - 非常用電源：自家発電装置50kVA（精電舎） - 備考：1989年（平成元年）4月中央自動車道双葉サービスエリア近隣である現在地に移転。1990年代初期まで東芝製の終段プレート変調方式の送信機を使用。 |
| 中継局       | 呼出符号             | 周波数  | 空中線電力 | 送信所概要 （技術情報） |
| 富士吉田     | JOJL（呼出符号廃止） | 765 kHz | 1 kW       | - 送信空中線：65m円管柱（頂冠） - 送信機：JBC-23（JRC） - 放送伝送回線：NTT回線 - 送信局舎：鉄筋コンクリート1階6m×4m - 非常用電源：自家発電装置7.5kVA - 備考：2004年（平成16年）2月増力 |
| 大月・上野原 |                      | 765 kHz | 1 kW       | - 送信空中線：67m四角鉄塔 基部接地型副導線式空中線 - 送信機：RM-41A（東芝） - 放送伝送回線：親局局舎から出力10Wにて富士河口湖町を経由2m鏡面パラボラアンテナ。バックアップ回線はNTT回線 - 送信局舎：鉄筋コンクリート1階5m×3m - 非常用電源：自家発電装置7.5kVA - 備考：1998年2月に正式運用、2004年2月増力 |
| FM放送       |                      |         |            | |
| 中継局       | 呼出符号             | 周波数  | 空中線電力 | 送信所概要 （技術情報） |
| 甲府FM       |                      | 90.9MHz | 1 kW       | |
| 三ツ峠FM     |                      | 90.9MHz | 100W       | [ 69 ] |
| 身延FM       |                      | 90.9MHz | 100W       | [ 70 ] |

- YBSラジオでは765kHzを「ななろくごキロヘルツ」と呼ぶことがある。また、90.9MHzを「エフエムキューマルキュー」と呼ぶ。オープニングやクロージング、ジングルでも「エフエムキューマルキュー、エイエムナナロクゴ・YBSラジオ」と流れる。放送開始（原則5時。24時間放送を行う火曜日から土曜日の早朝も同じ。月曜は休止明けの4時）と、放送終了時（土曜付け=日曜3時と日曜付け=月曜0時30分）は、先にコールサイン→FM補完放送→AM放送の順番で周波数と出力のアナウンスを放送している。

### 現在の番組表
- 放送時間は2025年7月時点のもの

自社制作番組は太字。

#### 平日
| 時                                                                | 月曜日 | 火曜日 | 水曜日 | 木曜日 | 金曜日 |
| ----------------------------------------------------------------- | --- | --- | --- | --- | --- |
| 5                                                                 | 5:00 ビューティフルモーニング | 5:00 ビューティフルモーニング | 5:00 ビューティフルモーニング | 5:00 ビューティフルモーニング | 5:00 ビューティフルモーニング |
| 5                                                                 | 5:10 健康なんでも相談（かしわプロダクション） | | | | |
| 5                                                                 | 5:20 西山琴恵 歌の花束 | | | | |
| 5                                                                 | 5:25 心のともしび（KBS京都） | | | | |
| 5                                                                 | 5:30 Brand-New Morning（TBSラジオ） | | | | |
| 6                                                                 | | | | | |
| 6:30 河村通夫の大自然まるかじりライフ（マール）                   | | | | | |
| 6:39 黒木瞳のあさナビ（ニッポン放送）                             | | | | | |
| 6:49 パックンマックンのワールドで行こう!（かしわプロダクション）  | | | | | |
| 6:58 県からのお知らせ                                             | | | | | |
| 7                                                                 | 7:00 909morning ▽7:10 お早う!ニュースネットワーク（ニッポン放送） ▽7:45 羽田美智子のいってらっしゃい（ニッポン放送） ▽8:00 話題のアンテナ 日本全国8時です（TBSラジオ） ▽8:38 武田鉄矢・今朝の三枚おろし（文化放送） | 7:00 909morning ▽7:10 お早う!ニュースネットワーク（ニッポン放送） ▽7:45 羽田美智子のいってらっしゃい（ニッポン放送） ▽8:00 話題のアンテナ 日本全国8時です（TBSラジオ） ▽8:38 武田鉄矢・今朝の三枚おろし（文化放送） | 7:00 909morning ▽7:10 お早う!ニュースネットワーク（ニッポン放送） ▽7:45 羽田美智子のいってらっしゃい（ニッポン放送） ▽8:00 話題のアンテナ 日本全国8時です（TBSラジオ） ▽8:38 武田鉄矢・今朝の三枚おろし（文化放送） | 7:00 909morning ▽7:10 お早う!ニュースネットワーク（ニッポン放送） ▽7:45 羽田美智子のいってらっしゃい（ニッポン放送） ▽8:00 話題のアンテナ 日本全国8時です（TBSラジオ） ▽8:38 武田鉄矢・今朝の三枚おろし（文化放送） | 7:00 909morning ▽7:10 お早う!ニュースネットワーク（ニッポン放送） ▽7:45 羽田美智子のいってらっしゃい（ニッポン放送） ▽8:00 話題のアンテナ 日本全国8時です（TBSラジオ） ▽8:38 武田鉄矢・今朝の三枚おろし（文化放送） |
| 8                                                                 | 7:00 909morning ▽7:10 お早う!ニュースネットワーク（ニッポン放送） ▽7:45 羽田美智子のいってらっしゃい（ニッポン放送） ▽8:00 話題のアンテナ 日本全国8時です（TBSラジオ） ▽8:38 武田鉄矢・今朝の三枚おろし（文化放送） | 7:00 909morning ▽7:10 お早う!ニュースネットワーク（ニッポン放送） ▽7:45 羽田美智子のいってらっしゃい（ニッポン放送） ▽8:00 話題のアンテナ 日本全国8時です（TBSラジオ） ▽8:38 武田鉄矢・今朝の三枚おろし（文化放送） | 7:00 909morning ▽7:10 お早う!ニュースネットワーク（ニッポン放送） ▽7:45 羽田美智子のいってらっしゃい（ニッポン放送） ▽8:00 話題のアンテナ 日本全国8時です（TBSラジオ） ▽8:38 武田鉄矢・今朝の三枚おろし（文化放送） | 7:00 909morning ▽7:10 お早う!ニュースネットワーク（ニッポン放送） ▽7:45 羽田美智子のいってらっしゃい（ニッポン放送） ▽8:00 話題のアンテナ 日本全国8時です（TBSラジオ） ▽8:38 武田鉄矢・今朝の三枚おろし（文化放送） | 7:00 909morning ▽7:10 お早う!ニュースネットワーク（ニッポン放送） ▽7:45 羽田美智子のいってらっしゃい（ニッポン放送） ▽8:00 話題のアンテナ 日本全国8時です（TBSラジオ） ▽8:38 武田鉄矢・今朝の三枚おろし（文化放送） |
| 9:00 ひる前らじお うるさごぜん                                    | | | | | |
| 9                                                                 | | | | | |
| 10                                                                | | | | | |
| 11                                                                | | | | | |
| 11:58 県からのお知らせ                                            | | | | | |
| 12                                                                | 12:00 YBSラジオニュ－ス・天気予報 ▽12:01 ランチタイムニュース（文化放送） | 12:00 YBSラジオニュ－ス・天気予報 ▽12:01 ランチタイムニュース（文化放送） | 12:00 YBSラジオニュ－ス・天気予報 ▽12:01 ランチタイムニュース（文化放送） | 12:00 YBSラジオニュ－ス・天気予報 ▽12:01 ランチタイムニュース（文化放送） | 12:00 YBSラジオニュ－ス・天気予報 ▽12:01 ランチタイムニュース（文化放送） |
| 12                                                                | 12:10 大竹発見伝∼ザ・ゴールデンヒストリー（文化放送） | | | | |
| 12                                                                | 12:20 解決!知っ得プレミアム | 12:20 お悩みカイホウショッピング | 12:20 お悩みカイホウショッピング | 12:20 解決!知っ得プレミアム | 12:20 朗読のヒロバ（TBSラジオ） |
| 12                                                                | 12:35 今日は何の日!?（かしわプロダクション） | 12:35 今日は何の日!?（かしわプロダクション） | 12:35 今日は何の日!?（かしわプロダクション） | 12:35 今日は何の日!?（かしわプロダクション） | 12:30 今日は何の日!?（かしわプロダクション） |
| 12                                                                | 12:40 テレフォン人生相談（ニッポン放送） | | | | |
| 13                                                                | 13:00 はみだし しゃべくりラジオ キックス | 13:00 はみだし しゃべくりラジオ キックス | 13:00 はみだし しゃべくりラジオ キックス | 13:00 はみだし しゃべくりラジオ キックス | 13:00 はみだし しゃべくりラジオ キックス |
| 14                                                                | 13:00 はみだし しゃべくりラジオ キックス | 13:00 はみだし しゃべくりラジオ キックス | 13:00 はみだし しゃべくりラジオ キックス | 13:00 はみだし しゃべくりラジオ キックス | 13:00 はみだし しゃべくりラジオ キックス |
| 15                                                                | 13:00 はみだし しゃべくりラジオ キックス | 13:00 はみだし しゃべくりラジオ キックス | 13:00 はみだし しゃべくりラジオ キックス | 13:00 はみだし しゃべくりラジオ キックス | 13:00 はみだし しゃべくりラジオ キックス |
| 16                                                                | 13:00 はみだし しゃべくりラジオ キックス | 13:00 はみだし しゃべくりラジオ キックス | 13:00 はみだし しゃべくりラジオ キックス | 13:00 はみだし しゃべくりラジオ キックス | 13:00 はみだし しゃべくりラジオ キックス |
| 16:30 ダーリンハニーの旅列車 出発進行〜!!（かしわプロダクション） | | | | | |
| 16:40 あなたにハッピー・メロディ（ニッポン放送）                  | | | | | |
| 16:50 YBS道路交通情報                                             | | | | | |
| 16:54 YBSラジオニュ－ス・天気予報                                 | | | | | |
| 17                                                                | 17:00 ニュース・パレード（文化放送） | 17:00 ニュース・パレード（文化放送） | 17:00 ニュース・パレード（文化放送） | 17:00 ニュース・パレード（文化放送） | 17:00 ニュース・パレード（文化放送） |
| 17                                                                | 17:15 きっかけデザインラジオ | 17:15 ラジオの扉 | 17:15 世間知らズの食べトコ（再放送） | 17:15 人生フルスイング | 17:15 ミュージック白書～Artist History～（かしわプロダクション）安心やまなしメモ（第4金曜） - 山梨県の広報番組 （第4金曜） 17:25 909 Weekly Tune                                                                    |
| 17                                                                | 17:15 きっかけデザインラジオ | 17:15 ラジオの扉 | 17:15 世間知らズの食べトコ（再放送） | 17:25 909 Weekly Tune | 17:15 ミュージック白書～Artist History～（かしわプロダクション）安心やまなしメモ（第4金曜） - 山梨県の広報番組 （第4金曜） 17:25 909 Weekly Tune                                                                    |
| 17                                                                | 17:30 ネットワークトゥデイ（TBSラジオ） | | | | |
| 17                                                                | 17:46 YBS道路交通情報 | | | | |
| 17                                                                | 17:50 YBSラジオニュ－ス・天気予報 | | | | |
| 18                                                                | 18:00 稲村亜美とダンビラムーチョの 野球のハナシ | 18:00 髭男爵 山田ルイ53世のルネッサンスラジオ（文化放送） | 18:00 キャイ～ンの WANIWANIさせて | 18:00 鷹木信悟のハツラジ | 18:00 奏佑のBRASS BATON ～熱くなれ!吹奏楽～ |
| 18                                                                | 18:30 アナログタロウ 痛快!アナログヒッパレ〜♪（かしわプロダクション） | 18:30 松村邦洋のOH-!邦自慢（山口放送） | 18:30 YBSラジオ パワー・ザ・ナイター | 18:30 YBSラジオ パワー・ザ・ナイター | 18:30 YBSラジオ パワー・ザ・ナイター |
| 19                                                                | 19:00 週刊MUSIC PUNCH!（エフエム岩手） | 19:00 いしいそうたろうのチューチューレディオ | 18:30 YBSラジオ パワー・ザ・ナイター | 18:30 YBSラジオ パワー・ザ・ナイター | 18:30 YBSラジオ パワー・ザ・ナイター |
| 19                                                                | 19:30 AKB48のささやきラジオ ～たぶん、山梨、石川、福井、山口 でしか流れないから!～ | 19:00 いしいそうたろうのチューチューレディオ | 18:30 YBSラジオ パワー・ザ・ナイター | 18:30 YBSラジオ パワー・ザ・ナイター | 18:30 YBSラジオ パワー・ザ・ナイター |
| 20                                                                | 20:00 ももいろクローバーZ ももクロくらぶxoxo（ニッポン放送） | 19:00 いしいそうたろうのチューチューレディオ | 18:30 YBSラジオ パワー・ザ・ナイター | 18:30 YBSラジオ パワー・ザ・ナイター | 18:30 YBSラジオ パワー・ザ・ナイター |
| 20                                                                | 20:30 ひなたまつり（新潟放送） | 19:00 いしいそうたろうのチューチューレディオ | 18:30 YBSラジオ パワー・ザ・ナイター | 18:30 YBSラジオ パワー・ザ・ナイター | 18:30 YBSラジオ パワー・ザ・ナイター |
| 21                                                                | 21:00 問わず語りの神田伯山（TBSラジオ） | 21:00 J-POPパラダイス90's | 21:00 ミュージックブルペン（かしわプロダクション） | 21:00 ミュージックブルペン（かしわプロダクション） | 21:00 ミュージックブルペン（かしわプロダクション） |
| 21                                                                | 21:30 宮沢和史の琉球ソングブック（ラジオ沖縄） | 21:30 Southbound | 21:00 ミュージックブルペン（かしわプロダクション） | 21:00 ミュージックブルペン（かしわプロダクション） | 21:00 ミュージックブルペン（かしわプロダクション） |
| 21                                                                | 21:59 県からのお知らせ | | | | |
| 22                                                                | 22:00 オールナイトニッポン MUSIC10（ニッポン放送） | 22:00 オールナイトニッポン MUSIC10（ニッポン放送） | 22:00 オールナイトニッポン MUSIC10（ニッポン放送） | 22:00 オールナイトニッポン MUSIC10（ニッポン放送） | 22:00 オールナイトニッポンGOLD（ニッポン放送） |
| 23                                                                | 22:00 オールナイトニッポン MUSIC10（ニッポン放送） | 22:00 オールナイトニッポン MUSIC10（ニッポン放送） | 22:00 オールナイトニッポン MUSIC10（ニッポン放送） | 22:00 オールナイトニッポン MUSIC10（ニッポン放送） | 22:00 オールナイトニッポンGOLD（ニッポン放送） |
| 0                                                                 | 0:00 レコメン!（文化放送） | 0:00 レコメン!（文化放送） | 0:00 レコメン!（文化放送） | 0:00 レコメン!（文化放送） | 0:00 嵐・相葉雅紀のレコメン! アラシリミックス（文化放送） |
| 1                                                                 | 1:00 オールナイトニッポン（ニッポン放送） | 1:00 オールナイトニッポン（ニッポン放送） | 1:00 オールナイトニッポン（ニッポン放送） | 1:00 オールナイトニッポン（ニッポン放送） | 1:00 オールナイトニッポン（ニッポン放送） |
| 2                                                                 | 山田裕貴の オールナイトニッポン | 星野源の オールナイトニッポン | 乃木坂46の オールナイトニッポン | ナインティナインの オールナイトニッポン | 霜降り明星の オールナイトニッポン |
| 3                                                                 | 3:00 オールナイトニッポン0(ZERO)（ニッポン放送） | 3:00 オールナイトニッポン0(ZERO)（ニッポン放送） | 3:00 オールナイトニッポン0(ZERO)（ニッポン放送） | 3:00 オールナイトニッポン0(ZERO)（ニッポン放送） | 3:00 オールナイトニッポン0(ZERO)（ニッポン放送） |
| 4                                                                 | キタニタツヤのオール ナイトニッポン0(ZERO) | あののオールナイト ニッポン0(ZERO) | 佐久間宣行のオール ナイトニッポン0(ZERO) | マヂカルラブリーのオール ナイトニッポン0(ZERO) | 三四郎のオール ナイトニッポン0(ZERO) |
| 4                                                                 | 4:30 上柳昌彦 あさぼらけ（ニッポン放送） | | | | 三四郎のオール ナイトニッポン0(ZERO) |

#### 週末
| 時                                | 土曜日 | 日曜日                                                                  |
| --------------------------------- | --- | ----------------------------------------------------------------------- |
| 5                                 | 5:00 週刊 なるほど!ニッポン（ニッポン放送）                                                                                              | 5:00 志の輔&雷鳥のなんでか?ニッポン（北日本放送）                       |
| 5                                 | 5:10 お悩みカイホウショッピング | 5:00 志の輔&雷鳥のなんでか?ニッポン（北日本放送）                       |
| 5                                 | 5:24 県からのお知らせ | 5:00 志の輔&雷鳥のなんでか?ニッポン（北日本放送）                       |
| 5                                 | 5:25 心のともしび（KBS京都） | 5:00 志の輔&雷鳥のなんでか?ニッポン（北日本放送）                       |
| 5                                 | 5:29 県からのお知らせ |                                                                         |
| 5                                 | 5:30 藤田恵美のかみつれ雑貨店（マール）                                                                                                  | 5:30 島津悦子のあなたと1800秒                                           |
| 5                                 | 5:45 小倉IMARUの○○玉手箱 | 5:30 島津悦子のあなたと1800秒                                           |
| 6                                 | 6:00 土曜朝6時 木梨の会。（TBSラジオ）                                                                                                   | 6:00 昭和歌謡セレクション（ラジオNIKKEI）                               |
| 6                                 | 6:00 土曜朝6時 木梨の会。（TBSラジオ）                                                                                                   | 6:15 1万年堂出版の時間                                                  |
| 6                                 | 6:00 土曜朝6時 木梨の会。（TBSラジオ）                                                                                                   | 6:29 県からのお知らせ                                                   |
| 6                                 | 6:00 土曜朝6時 木梨の会。（TBSラジオ）                                                                                                   | 6:30 純烈 スーパー銭湯!!（かしわプロダクション）                        |
| 6                                 | 6:00 土曜朝6時 木梨の会。（TBSラジオ）                                                                                                   | 6:45 お悩みカイホウショッピング                                         |
| 7                                 | 7:00 小倉IMARUの○○玉手箱 | 7:00 天使のモーニングコール（幸福の科学）                               |
| 7                                 | 7:15 是枝つぐとのおみおくり百科 | 7:00 天使のモーニングコール（幸福の科学）                               |
| 7                                 | 7:30 録音風物誌（火曜会） | 7:30 気象予報士 伊藤香 季節の物語（かしわプロダクション）               |
| 7                                 | 7:40 イトーとスドーのモノ申し隊 | 7:30 気象予報士 伊藤香 季節の物語（かしわプロダクション）               |
| 7                                 | 7:45 身近なことからSDGs（かしわプロダクション）                                                                                          |                                                                         |
| 7                                 | 7:55 YBSラジオニュ－ス・天気予報 |                                                                         |
| 7                                 | 7:54 YBSラジオニュ－ス・天気予報 |                                                                         |
| 7                                 | 7:58 県からのお知らせ |                                                                         |
| 8                                 | 8:00 話題のアンテナ 日本全国8時です（TBSラジオ）                                                                                         | 8:00 ONE-J（TBSラジオ）                                                 |
| 8                                 | 8:15 YBS道路交通情報 | 8:00 ONE-J（TBSラジオ）                                                 |
| 8                                 | 8:20 ものまね SHOW TIME（かしわプロダクション）                                                                                          | 8:00 ONE-J（TBSラジオ）                                                 |
| 8                                 | 8:30 ミュージック白書～Artist History～（かしわプロダクション）                                                                          | 8:00 ONE-J（TBSラジオ）                                                 |
| 8                                 | 8:45 YBS道路交通情報 | 8:00 ONE-J（TBSラジオ）                                                 |
| 8                                 | 8:49 YBSラジオニュ－ス | 8:00 ONE-J（TBSラジオ）                                                 |
| 8                                 | 8:52 紫外線情報 | 8:00 ONE-J（TBSラジオ）                                                 |
| 8                                 | 8:54 今日は何の日!?（かしわプロダクション）                                                                                              | 8:00 ONE-J（TBSラジオ）                                                 |
| 8                                 | 8:58 県からのお知らせ | 8:00 ONE-J（TBSラジオ）                                                 |
| 9                                 | 9:00 ミュートレック〜MuTrek〜 ▽9:20 解決!知っ得プレミアム ▽10:10 甲府Shiny Town（第4土曜） - 甲府市の広報番組 ▽10:25 小倉IMARUの○○玉手箱 | 8:00 ONE-J（TBSラジオ）                                                 |
| 10                                | 9:00 ミュートレック〜MuTrek〜 ▽9:20 解決!知っ得プレミアム ▽10:10 甲府Shiny Town（第4土曜） - 甲府市の広報番組 ▽10:25 小倉IMARUの○○玉手箱 | 10:00 東京ポッド許可局（TBSラジオ）                                     |
| 11                                | 9:00 ミュートレック〜MuTrek〜 ▽9:20 解決!知っ得プレミアム ▽10:10 甲府Shiny Town（第4土曜） - 甲府市の広報番組 ▽10:25 小倉IMARUの○○玉手箱 | 11:00 村上信五くんと経済クン（文化放送）                                |
| 12                                | 9:00 ミュートレック〜MuTrek〜 ▽9:20 解決!知っ得プレミアム ▽10:10 甲府Shiny Town（第4土曜） - 甲府市の広報番組 ▽10:25 小倉IMARUの○○玉手箱 | 12:00 三宅裕司 サンデーヒットパラダイス（ニッポン放送）                 |
| 13                                | 13:00 田村淳のNewsCLUB（文化放送） | 13:00 爆笑問題の日曜サンデー（TBSラジオ）                               |
| 14                                | 13:00 田村淳のNewsCLUB（文化放送） | 13:00 爆笑問題の日曜サンデー（TBSラジオ）                               |
| 14:55 YBSラジオニュース・天気予報 | | 13:00 爆笑問題の日曜サンデー（TBSラジオ）                               |
| 15                                | 15:00 土曜競馬中継・日曜競馬中継（アール・エフ・ラジオ日本）                                                                             | 15:00 土曜競馬中継・日曜競馬中継（アール・エフ・ラジオ日本）            |
| 15                                | 15:55 YBSラジオニュース・天気予報 | 15:55 909 Weekly Tune                                                   |
| 15                                | 15:58 県からのお知らせ |                                                                         |
| 16                                | 16:00 マキタ課長 ラジオ無尽 | 16:00 忠犬立ハチ高のレディ高（IBC岩手放送）                             |
| 16                                | 16:30 小倉IMARUの○○玉手箱 | 16:00 忠犬立ハチ高のレディ高（IBC岩手放送）                             |
| 16                                | 16:15 解決!知っ得プレミアム |                                                                         |
| 16                                | 16:30 佐藤竹善 from SING LIKE TALKING 「レコード部屋」（静岡放送）                                                                       |                                                                         |
| 16                                | 16:45 909 Weekly Tune |                                                                         |
| 16                                | 16:50 YBS道路交通情報 |                                                                         |
| 16                                | 16:54 YBSラジオニュース・天気予報 |                                                                         |
| 17                                | 17:00 Zα解体新書feat.ギャル語で爆語りTV                                                                                                  | 17:00 きっかけデザインラジオ（再放送）                                  |
| 17                                | 17:00 Zα解体新書feat.ギャル語で爆語りTV                                                                                                  | 17:15 相川七瀬 ROCK GOES ON（かしわプロダクション）                     |
| 17                                | 17:30 世間知らズの食べトコ | 17:30 発酵兄妹のCOZY TALK                                               |
| 17                                | 17:45 ウィークエンドネットワーク（TBSラジオ）                                                                                            | 17:45 時東ぁみの危機耳ラジオ〜その時のために!〜（かしわプロダクション） |
| 17                                | 17:50 時東ぁみの危機耳ラジオ〜その時のために!〜（かしわプロダクション）                                                                  | 17:50 YBS道路交通情報                                                   |
| 17                                | 17:54 YBSラジオニュース・天気予報 |                                                                         |
| 17                                | 17:58 県からのお知らせ |                                                                         |
| 18                                | 18:00 プチ鹿島のラジオ19×× | 18:00 ハライチのターン!（TBSラジオ）                                    |
| 18                                | 18:30 真夜中のハーリー&レイス（アール・エフ・ラジオ日本）                                                                                | 18:00 ハライチのターン!（TBSラジオ）                                    |
| 19                                | 19:00 坂川陽香のかがやきラジオ（エフエム軽井沢）                                                                                         | 19:00 なにわ男子の初心ラジ!（ニッポン放送）                             |
| 19                                | 19:30 X-GUNの激烈!ガッテム（東北放送）                                                                                                   | 19:00 なにわ男子の初心ラジ!（ニッポン放送）                             |
| 20                                | 20:00 キョートリアル!コンニチ的チュートリアル（KBS京都）                                                                                 | 20:00 Snow Man 佐久間大介の待って、無理、しんどい、、（文化放送）       |
| 20                                | 20:30 オキシジェンのラジオスープレックス（山陰放送）                                                                                     | 20:00 Snow Man 佐久間大介の待って、無理、しんどい、、（文化放送）       |
| 21                                | 21:00 藤田ニコルのニコニチ（TBSラジオ）                                                                                                  | 21:00 空気階段の踊り場（TBSラジオ）                                     |
| 21                                | 21:30 高見沢俊彦のロックばん（TBSラジオ）                                                                                                | 21:00 空気階段の踊り場（TBSラジオ）                                     |
| 21                                | 21:59 県からのお知らせ |                                                                         |
| 22                                | 22:00 福山雅治と荘口彰久の「地底人ラジオ」（渋谷のラジオ）                                                                               | 22:00 亀渕昭信のお宝POPS（火曜会）                                      |
| 22                                | 22:00 福山雅治と荘口彰久の「地底人ラジオ」（渋谷のラジオ）                                                                               | 22:30 音楽☆とらのアナ（火曜会）                                         |
| 23                                | 22:00 福山雅治と荘口彰久の「地底人ラジオ」（渋谷のラジオ）                                                                               | 23:00 今晩は 吉永小百合です（TBSラジオ）                                |
| 23                                | 23:30 SixTONESのオールナイトニッポンサタデースペシャル（ニッポン放送）                                                                   | 23:00 今晩は 吉永小百合です（TBSラジオ）                                |
| 23                                | 23:30 あにまにあ（北陸放送） |                                                                         |
| 0                                 | 0:00 stillichimiyaの困ッタ人たち |                                                                         |
| 0                                 | （0:30 - 5:00 放送休止） |                                                                         |
| 1                                 | 1:00 オードリーのオールナイトニッポン（ニッポン放送）                                                                                    |                                                                         |
| 2                                 | 1:00 オードリーのオールナイトニッポン（ニッポン放送）                                                                                    |                                                                         |
| 3                                 | （3:00 - 5:00 放送休止） |                                                                         |
| 4                                 | （3:00 - 5:00 放送休止） |                                                                         |

#### 随時放送
- YBSラジオニュースと天気予報、YBS道路交通情報
- 県からのお知らせ
- ラジオショッピング（快適生活ラジオショッピングなど）　ほか
  - 各ワイド番組内で放送する場合もある。

#### 特別番組
- 箱根駅伝実況中継（文化放送より毎年1月2日・3日にネット）※TV放送側では、日本テレビ制作の生中継番組を両日ネット。
- 天皇盃 全国男子駅伝実況中継（中国放送より毎年1月第3日曜 12:15にネット）
- ボートレースラジオ実況中継（文化放送よりSG競走のみネット）
- YBSラジオ パワー・ザ・ナイター（4月 - 9月のナイターシーズンイン期にネット）

### 過去に放送した自社制作番組
平日朝
- おはようフレッシュパートナー（8:00 - 9:00）
- 情報キャッチアップGOO!!MORNING（ - 2005年3月31日 平日 8:15 - 10:00）
- 765morning（2005年4月1日 - 2013年3月29日）
- ラララ♪モーニング（2013年4月1日 - 2025年3月28日）

平日昼前
- モーニングサロン
- 奥様!午前9時です
- 朝のふれあいスタジオ
- 浅川初美のくちこみアルキメデス（2002年4月1日 - 2006年3月31日[注釈 15]）
- 765MUX（2006年4月3日 - 2013年3月29日）
- YBSニュースハーフタイム（ - 2008年3月）

平日昼過ぎ
- ダイナミックレーダー山梨の今（  - 1981年頃 平日 13:30 - 15:00[注釈 16])
- ごごだ!ラジオだ!ワイドで行こう（1980年代前半 月 - 金曜日。昼12:00からのワイド番組[注釈 17]）
- YBSふれあいステーション
- YBSホットスタジオ
- ガンバ・LA・ねっと（ - 2004年3月26日）
- ふぁん☆タメ（2004年3月29日 - 2009年3月27日）
- Talk魂765 Go!Go!イチ（2009年3月30日 - 2013年3月29日）
- YBSラジオ ニュースアップ
- YBSラジオ アップtoデイト

平日夜
- ～東京新都心発～夜な夜なホットライン（1993年頃。月 - 金曜日。21:00からの生放送）
- マンデーリクエステーション
- 前田真宏のGETS!
- NYT ナイト♪セッション
- しゃべり手育成オーディション 山梨ラジオアカデミー
- みきことみかこのしあわせチャージRadio

土曜日午前・昼
- こんにちは土曜日くん
- 土曜ワイド「ラジオが一番!」（1980年代 12:00 - 16:55）
- ほそのとしはるのラジオ土曜ワイド（細野俊晴、松沢よし子）
- 沢田聖子のサタデージャンボリー
  - 2001年10月6日 - 2005年4月2日 8:15 - 11:50
  - 2005年4月9日- 2009年3月28日[注釈 18] 8:30 - 11:50）
- 野放しワイド しびれて土曜日
  - エド山口、佐藤和子（1999年4月3日 - 2001年3月31日 12:00 - 16:50）
  - エド山口、鈴木智草（2001年4月7日 - 2005年4月2日 12:00 - 16:50）
  - エド山口、塩澤未佳子（2005年4月9日 - 2006年3月25日 12:00 - 14:50）
- ラヂウス
  - 浅川初美、酒井康宜（2006年4月1日 - 2009年3月28日 12:00 - 14:50）
  - 塩澤未佳子、酒井康宜（2009年4月4日 - 2011年3月26日 11:00 - 14:50)
- Yukko's POPSAT（植田有紀子、2005年4月9日 - 2010年3月27日 16:00 - 16:50）
- どきゅ～ん
  - 塩澤未佳子、吉岡秀樹（2011年4月2日 - 2012年3月31日）
  - 吉岡秀樹（2011年4月2日 - 2013年3月30日 13:00 - 14:50）
- どうでぇ～サタデー
  - 水野翔、浅川初美（2013年4月6日 - 2015年3月28日 13:00 - 14:50）
- X-GUNのぐんぐんサタデー
  - X-GUN（西尾季隆、さがね正裕）、海野紀恵（2015年4月4日 - 2017年3月25日 11:00 - 14:50）
- Doing 
  - 吉岡秀樹、ハードキャッスル エリザベス（2017年4月1日 - 2019年3月30日 11:00 - 14:50）
  - 塩澤未佳子、吉岡秀樹（2019年4月6日 - 2021年3月27日 11:00 - 14:50）
- Bloomin'
  - 水越千尋（2021年4月3日 - 2021年9月25日 10:00 - 14:50、2021年10月2日 - 2022年3月26日 9:00 - 12:50）
  - 小松千絵（2022年4月2日 - 2023年3月25日 9:00 - 12:50）
- YGU山梨学院大学ラジオセミナー（第1土曜）- 山梨学院大学の教授らによるラジオ講義
- NNSプレゼンツ 優ひかるのシャイニング・タイム
- 田中くんと村上くんの自由業ラジオ

土曜夜
- NASAヤングアテンション（1976年 - 1981年頃 深夜24:00 - 24:45。末期は - 24:55）
- 二丁目天国ジャッシーの逆襲（1995年7月1日 - 1998年4月4日 22:30 - 25:00）
  - 開局60周年記念番組「60時間ラジオ」の一環で2014年7月5日 27:00 - 29:00に一夜限りの復活放送）
- ブーブーレディオ/Boo Boo Radio（2012年10月6日 - 2013年3月30日）
- 清水宏のPさせてッ!
- アイノヒジテツ
- Saturday Night Swag

日曜日午前・昼
- ヤングゴーゴー
- ラジオ天国さんさんサンデー（1980年代前半。日曜日 12:00 - 16:55）
- 日曜ワイドふるさと大行進（最上幹夫、清水昌美）
- YBSハッピーサンデー
- 朝ぴん広場
  - （ - 2004年3月 7:00 - 9:00）
- 大柴堅志のらじおじサンデー
  - 大柴堅志（ - 2003年3月30日 11:00 - 15:00）
- 100万人の日曜日
  - 小島一慶（2003年4月6日 - 2004年3月28日 11:00 - 15:00）
- FREE STYLE
  - 山川牧（2004年4月4日 - 2009年3月29日 10:00 - 13:54）
- Precious
  - 深澤弘樹、中込真理子（2009年4月 - 2010年3月 10:00 - 12:50）
- Relaxation Program edge
  - 海野紀恵（2017年4月2日 - 2019年3月31日 11:00 - 12:50）
- ippuku
  - 海野紀恵（2021年4月4日 - 2022年3月27日 12:00 - 12:50）
- 山梨経済羅針盤（2005年4月3日 - 2006年3月26日 17:30 - 17:45）
- シネマフレーバー
  - 鈴木智草（2005年9月6日 - 2007年4月1日 16:30 - 16:50）
- 神部冬馬のSunday Compass
  - 神部冬馬（2020年1月5日 - 2020年12月27日 9:30 - 9:45）
- ラジオライトハウス（1964年 - 2023年3月。59年の長きにわたり放送された）[71][72]
- 身延山の時間

日曜夜
- 酒井康宜のムービング・スクールデイズ
  - 酒井康宜（1998年4月4日 - 1999年3月31日）
- デジ穴プラネット
  - 酒井康宜（1999年4月3日 - 2002年3月31日 22:00 - 24:00）
- はんちんぐ
  - バカボン鬼塚、きっくん（2002年4月7日 - 2009年3月30日 22:00 - 24:00）
- まだ溶けてないほうのラジオ

その他
- はーい!!お昼です
- パーナソルダイヤル
- ヤングタウンポップス
- トシちゃんの今夜もばっちりワイワイリクエスト
- YBSカラオケのど自慢大会（池田茂、石川由香）
- テレフォンリクエストナイター
- さぼりの天才ラジオのつぼ
- らくらくスタジオ
- モーレツCAR天国
- E-JAN歌謡
- DIG THE MUSIC（2008年3月29日終了）
- クラクラクラシック
- こんのひとみ いっしょにご飯を食べようね（文化放送と共同制作・同時ネット）
- Glocal Thinking Radio Bar「ブルー☆マリン」
- kitaguchi music park
- ラジオ図書室
- やまなしINDEX
- 佐々木優太の開運巡り
- 甲斐拓者の羅針盤（毎月1回）
- NNSプレゼンツ 909 Music Hourz
- e-Music
- 中島康宏と千野こころのLive Airline Cafe

### オープニング・クロージング（ラジオ）
- 現行 2020年7月? - 現在使用
  - オープニング 「山梨放送の歌」をBGMに挨拶と周波数など、YBSラジオに関する情報のナレーション（ナレーション：櫻井和明）。BGMは2015年3月以前と同じ。
  - クロージング 「山梨放送の歌」をBGMに放送終了の挨拶と周波数など、YBSラジオに関する情報のナレーション（ナレーション：櫻井和明）。
- 2015年4月 - 2020年6月?
  - オープニング 「山梨放送の歌」をBGMに挨拶と周波数など、YBSラジオに関する情報のナレーション（ナレーション：依田智子）。BGMは2015年3月以前と同じ。
  - クロージング 「山梨放送の歌」をBGMに放送終了の挨拶と周波数など、YBSラジオに関する情報のナレーション（ナレーション：依田智子）。
- 2004年? - 2015年3月
  - オープニング 「山梨放送の歌」をBGMに挨拶と周波数など、YBSラジオに関する情報のナレーション（ナレーション：浅川初美）。
  - クロージング 放送終了の挨拶と周波数など、YBSラジオに関する情報のナレーション（ナレーション：浅川初美）。

### 放送休止時間
- 1970年代後半-1983年3月31日 24時間放送。
- 1983年4月- 0:40（のちに1:30）頃 - 午前5:00（のちに4:30）休止時間を設ける。
- 1990年代に入り、休止時間が3:00～となり、放送時間を延長。
- 1995年 - 再び終夜放送へ
- ? - 2020年9月、月曜1:00 - 4:00に放送休止。
- 2015年4月 - 日曜早朝4:00 - 5:00にも放送休止時間を設定。
- 2016年10月 - 日曜早朝3:00 - 5:00に放送休止時間を延長。
- 2020年10月 - 月曜0:30 - 4:00に放送休止時間を延長。
- 2021年4月 - 月曜0:30 - 5:00に放送休止時間を延長。
- 2022年7月 - 月曜0:59 - 5:00に放送休止時間を短縮。
- 2023年4月 - 月曜0:30 - 5:00に放送休止時間を再延長。

### ラジオ県内周波数統一記念企画
YBSラジオの周波数が全県で765kHzに統一されたことを記念して2004年から毎年2月に実施された企画。
- 765ラーメン - 2004年 - 2006年に数量限定で販売された。現在のところ「究極のとんしお」と「こだわりの地味噌とんこつ」の2種類の味が作られており、2006年はこのふたつの味を3食ずつのセットにして発売した。
- 765カレー - 2007年に数量限定で発売されたレトルトカレー。山梨放送の社員食堂の味を再現した「YBS社員食堂の味」（中辛）とフルーツ王国山梨のイメージから作られた「フルーツ味」（甘口）があり、それぞれを1食ずつのセットにして販売される。

## テレビ

### テレビネットワークの移り変わり
- 1959年（昭和34年）12月20日 テレビ放送開始。ネット編成は日本テレビ主体。
- 1966年（昭和41年）4月1日 この日発足したNNNに加盟。
- 1967年（昭和42年）6月 民間放送教育協会に加盟。
- 1972年（昭和47年）6月14日 この日発足のNNSに加盟。

### チャンネル

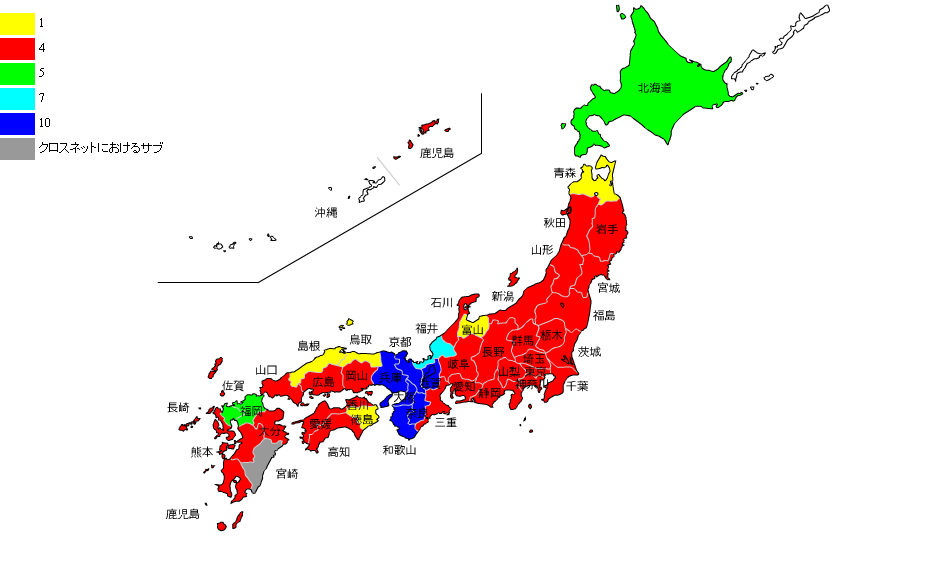
日本テレビ系列のリモコンキーID地図

#### デジタル放送
- 親局 - 甲府 （坊ヶ峰） 物理チャンネル25ch
- コールサイン - JOJF-DTV
- リモコンキーID - 4
- 3桁 - 041、042、043、048（臨時用）、641（ワンセグ用）。

#### 中継局
- 富士吉田 25ch
- 大月 17ch
- 大月初狩 38ch
- 都留 39ch
- 上野原 36ch
- 韮崎穴山 39ch
- 市川三郷 51Ch
- 身延 22ch
- 南部 47ch

#### デジタル放送のリモコンキーIDについて
- 地上デジタル放送のリモコンキーIDはキー局の日本テレビと同じ「4」を使用している。YBSのかつてのアナログ親局は5chであったが、リモコンキーID「5」は山梨県内の放送局は使用していない（本来リモコンキーID「5」は原則としてテレビ朝日系列局が多く使用しているが、山梨県内は系列局がないため、県内の大半のケーブルテレビ局でテレビ朝日を受信している）。

#### アナログ放送
2011年7月24日停波時点
- アナログ時代（少なくとも2000年代前半に）NNSをはじめとする県内の大半のケーブルテレビ局において日本テレビと同じ4chで再送信されていた。なお、2005年当時の地元県域紙山梨日日新聞では『YBSテレビ（5）』と表記されていた。

甲府市周辺・峡西・東八代・峡東
- 親局甲府 JOJF-TV 5ch（坊ヶ峰）
- 甲府北口 45ch（山梨文化会館の屋上にある。詳細は｢YBS甲府北口中継局｣を参照）
- 笛吹芦川 57ch
- 甲州大和 57ch
- 甲州上萩原 45ch

東部
- 大月 62ch
- 大月笹子 49ch
- 大月藤崎 36ch
- 大月初狩 35ch
- 都留 50ch
- 上野原 56ch
- 上野原秋山 43ch（垂直偏波）

富士北麓
- 富士吉田 35ch
- 富士河口湖長浜 59ch
- 山中湖 56ch
- 道志 51ch

峡北
- 韮崎穴山 62ch
- 北杜小笠原 45ch
- 北杜真原（さねはら） 61ch
- 北杜横手 50ch

峡南
- 身延 5ch
- 身延下部 12ch
- 市川三郷 11ch
- 南部 53ch

### 現在放送中の番組

#### 自社制作番組
- YBSニュース（月曜 - 金曜 11:40 - 11:45、土曜 17:20 - 17:30、火曜 - 土曜 20:54 - 21:00）
- YBSワイドニュース（月曜 18:15 - 18:57、火曜 - 金曜 18:15 - 19:00）
- 行かない旅（月曜 1:30 - 2:00（日曜深夜）、tonari制作・YBSは送出のみ）
- 豊かさ共創やまなし（山梨県の広報番組、月曜 18:57 - 19:00）
- やまなしレトロモダン〜ふるさとのちいさな物語〜（火曜 21:54 - 22:00）
- やまなしマルシェ（金曜 10:25 - 10:55）
- ててて!TV（金曜 19:00 - 19:56）
- 富士の国 山麓ストーリーズ（土曜 11:35 - 11:40）
- AKB48、昔聞いた?（日曜 1:55 - 2:25（土曜深夜）、tonari制作・YBSは送出のみ）
- Wakana's きらきらキッチン（日曜 11:25 - 11:30）
- 子育て日記（日曜 12:45 - 13:00）
- 山梨スピリッツ（日曜 17:00 - 17:30、ニュース内包）
- ジャーン!YBS（番宣番組、毎日随時）
- あなたとYBS（自己批評番組・2か月に1回日曜 4:25 - 4:30）
- Jリーグヴァンフォーレ甲府ホームゲーム中継（DAZNでの中継制作も手がけている）
- YBSスポーツクリニック（不定期放送）

#### ネット番組

##### 日本テレビ系列遅れネット番組
- メシドラ〜兼近&真之介のグルメドライブ〜（火曜 1:29 - 1:59（月曜深夜））
- オードリーさん、ぜひ会ってほしい人がいるんです。（水曜 0:59 - 1:29（火曜深夜）、中京テレビ制作）
- 太田上田（水曜 1:29 - 1:54（火曜深夜）、中京テレビ制作）
- キントレ（木曜 1:24 - 2:24（水曜深夜））
- 浜ちゃんが!（金曜 0:59 - 1:29（木曜深夜）、読売テレビ制作）
- それいけ!アンパンマン（土曜 5:29 - 5:59）
- ニノさん（土曜 9:30 - 10:30[注釈 19]）
- Apartment B（日曜 1:25 - 1:55（土曜深夜））
- 24時間テレビチャリティー・リポート（日曜 5:40 - 5:45）

##### 他系列の番組

###### テレビ朝日系列番組
- 激レアさんを連れてきた。（火曜 0:59 - 1:29（月曜深夜））
- ドラえもん（土曜 5:00 - 5:29）※過去に第1作（1973年）も放送
- 朝だ!生です旅サラダ（土曜 8:00 - 9:30、同時ネット、朝日放送テレビ制作）
- ザワつく!金曜日（土曜 10:30 - 11:30）
- ポツンと一軒家（土曜 15:00 - 16:00、朝日放送テレビ制作）
- スーパー戦隊シリーズ（日曜 5:35 - 6:05、現在は『ナンバーワン戦隊ゴジュウジャー』を放送）

###### フジテレビ系列番組
- ネタパレ（木曜 0:54 - 1:24（水曜深夜））
- 何か“オモシロいコト”ないの?（日曜 13:00 - 13:30）
- フジサンケイクラシック（毎年9月）

###### テレビ東京系列番組
- YOUは何しに日本へ?（土曜 13:30 - 15:00）

###### 民教協共同制作
- 日本のチカラ（日曜 6:30 - 7:00）

###### その他
- mono（日曜 2:08 - 2:38（土曜深夜）、毎日放送制作）

### 過去に放送した番組

#### 自社制作番組
- YBSテレビ夕刊（1960年代後期 - 1974年）
- 田宮二郎ショー プラザ47（日本テレビ系全国ネット）
- 山梨の朝
- 1億人の富士山（レギュラー放送終了後も「1億人富士山スペシャル」と題して特番として放送されていた）
- ただいま☆☆（2002年4月 - 2005年3月）
- ゆうひのジャングル（2005年4月 - 2006年3月）
- 心のともしび（日本テレビから制作移行）
- 日曜甲斐てき倶楽部
- ただいま☆フライデー
- やまなしtoday
- もぎたて情報
- YBSニュース深夜便
- いいものジャングル
- 暗闇で逢いましょう
- ともちゃん家の5時
- VENTスポ!
- 情報パラダイスよつば
- 徹底討論 どうする!山梨
- Voice -ヴォイス-
- ワンダフル甲州人!
- 週末仕掛人 ヤマナシプロデュース
- 笑顔がイイね!
- 山梨学院スポーツグラフィック アスリートアングル
- わくドキやまなし
- VENTめし!
- ヴァンTV（テレ）
- 甲州戦記サクライザー
- Noasobi探検バラエティ 超つりグッジョ部
- マキタ係長
- 神出鬼没 カンパイ山梨
- ひろゆき&大盛真歩のまったり妄想不動産（tonari制作）
- ミッドナイト・ファイナルアプローチ（tonari制作）
- AKB48、久しぶりの二度目旅（tonari制作）
- ローカルアナのさがしもの（YBS開局70周年記念ドラマ）

この他、永六輔を起用した旅番組が2007年まで毎年1 - 2本制作されており、タイトルやテーマは毎回変わっていた。この番組では必ず山梨放送の女性アナウンサーが1人同行していた。

#### ネット番組
※は、番組自体は継続中

##### テレビ朝日系列番組
- モーニングショー（1期）→スーパーモーニング→モーニングバード→羽鳥慎一モーニングショー[注釈 20]（2期）※
- クイズタイムショック（1974年3月 - 終了）※
- スーパー戦隊シリーズ※

バトルフィーバーJ～暴太郎戦隊ドンブラザーズ（秘密戦隊ゴレンジャーとジャッカー電撃隊はUTYにて放送。）
- 仮面ライダーシリーズ※（MBS制作 腸捻転解消後UTYに移動。テレビ朝日制作平成・令和シリーズは全てUTYで放送）

仮面ライダー→仮面ライダーV3→仮面ライダーX→仮面ライダーアマゾン
- がんばれ!!ロボコン
- レインボーマン（特撮版。MBS制作・TBS系アニメ版はUTYで放送）
- ダイヤモンドアイ
- レッドビッキーズ（『それゆけ!』途中からABC制作）
- 燃えろアタック
- 月曜19時台前半アニメ枠

海賊王子→魔法使いサリー（第1シリーズ、第2シリーズもYBSにて放送）→ひみつのアッコちゃん（第1シリーズ）→魔法のマコちゃん→さるとびエッちゃん→魔法使いチャッピー→バビル2世→ミラクル少女リミットちゃん→魔女っ子メグちゃん
- 魔女っ子チックル
- エスパー魔美（木曜 16:00 - 16:30[74]）→チンプイ→21エモン
- つるピカハゲ丸くん
- とんがり帽子のメモル（ABC制作。本放送終了後、1990年頃に月曜 - 金曜 6:15 - 6:45に放送[75]）
- 八木治郎ショー（MBS制作。腸捻転解消後UTYに移動）
- おはようワイド・土曜の朝に→土曜だエブリバディ!→桂三枝のにゅーすコロンブス→海江田万里のパワフルサタデー（ABC制作）
- オリエンタル⇒グリコがっちり買いまショウ（MBS制作。腸捻転解消後UTYに移動）
- 土曜ワイド劇場
- あまから問答
- テレ朝木曜21時枠連続ドラマ※

七人の女弁護士〜お前の諭吉が泣いている
- OL銭道
- 木曜22時ドラマ枠

非情のライセンス
海峡物語
野望
悪女について
遥かな坂
判決
- 特別機動捜査隊
- ナショナルゴールデン劇場
- 素浪人 月影兵庫（近衛十四郎主演）→素浪人 花山大吉
- 日曜20時時代劇枠

旅がらすくれないお仙
遠山の金さん捕物帳→ご存知遠山の金さん→ご存知金さん捕物帳
賞金稼ぎ
- 大忠臣蔵
- 荒野の素浪人
- 破れ傘刀舟悪人狩り
- 鬼平犯科帳（萬屋錦之介主演）
- アストロ球団
- 稲妻!ロンドンハーツ（「稲妻〜」時代のみ不定期放送、改称後はネットされていない）
- 銭形金太郎
- 鎧伝サムライトルーパー（メ〜テレ制作）
- 勇者エクスカイザー（メ〜テレ制作 勇者シリーズの第1作だが、太陽の勇者ファイバードからUTYに移動）
- サタッぱち
- 決定!これが日本のベスト
- ビートたけしの!こんなはずでは!!
- クレヨンしんちゃん※（2006年3月26日打ち切り）
- まじめにふまじめ かいけつゾロリ（メ〜テレ制作、2006年3月打ち切り、『もっと!まじめにふまじめ かいけつゾロリ』はNHKEテレ・甲府で放送。）
- 大改造!!劇的ビフォーアフター（朝日放送テレビ制作）
- 隠れ家ごはん→いまどき!ごはん
- 散歩シリーズ（ちい散歩とじゅん散歩※のみ。若大将のゆうゆう散歩はネットせず）
- 素敵な宇宙船地球号
- ウドちゃんの旅してゴメン※（メ～テレ制作）
- 金曜ナイトドラマ※

時効警察、帰ってきた時効警察、名探偵の掟、歌のおにいさん、熱海の捜査官、バーテンダー、犬を飼うということ〜スカイと我が家の180日〜、11人もいる!他
- 横浜国際女子マラソン
- 〜世界にひとつ〜ミラクルレシピ!
- 福岡国際マラソン（2021年大会をもって打ち切り）
- ごはんジャパン

##### テレビ東京系列番組
- われら釣り天狗
- ハロー! ピンクレディー
- ヒカルの碁
- ジャングル大帝
- ロックマンエグゼ（第1シリーズのみネット）
- タモリの音楽は世界だ!
- 出没!アド街ック天国※（UTYから移動、打ち切り後は再度UTYで不定期放送）
- 所さんの学校では教えてくれないそこんトコロ!※（2022年現在はUTYで不定期放送）
- 料理の怪人
- 石川遼スペシャル RESPECT 〜ゴルフを愛する人々へ〜
- トコトンハテナ
- そうだ旅（どっか）に行こう。
- モジャ公
- レレレの天才バカボン
- 元祖!でぶや
- 見ると強くなる 痛快! 横綱アニメ ああ播磨灘
- ゆるキャン△（テレビドラマ）
- ゆるキャン△2（テレビドラマ）

##### フジテレビ系列番組
- 夜のヒットスタジオ（1978年3月 - 1985年3月までネット）
- ライオン奥様劇場→いただきます→ごきげんよう
  - 1987年9月までは13:30 - 14:00、同年10月より『午後は○○おもいッきりテレビ』を途中飛び降りの上で13:25 - 13:55、2007年4月からは『おもいッきり』のフルネット化により15:53 - 16:23、さらに2013年4月からは3分繰り上がり15:50 - 16:20となり、以降最終回までこの時間で放送。
- FNN奥さまニュース
- 3時のあなた→タイム3
- 鉄腕アトム（モノクロ版）
- サザエさん（1975年に放送実績あり[76]。1979年よりUTYにて放送[77]。）
- 忍者部隊月光
- ハリスの旋風
- クイズ・ドレミファドン!
- タッチ
- 水曜19時台前半アニメ枠（当時）
  - 小さなバイキングビッケ
  - ドカベン
  - がんばれ元気→Dr.スランプ アラレちゃん→ドラゴンボール→ドラゴンボールZ→ドラゴンボールGT（1996年9月でネット終了）
- うる星やつら→めぞん一刻
- 世界名作劇場
- 中華一番!
- キテレツ大百科
- こちら葛飾区亀有公園前派出所（1996年10月から2003年4月まで未ネット、2009年度のドラマ版はUTYで放送）
- ゲゲゲの鬼太郎（第5期以降は未ネット）
- 日曜18時台前半アニメ枠
  - ハクション大魔王（ytv制作の2020年のリメイク版も放送）→いなかっぺ大将→科学忍者隊ガッチャマン→てんとう虫の歌→ポールのミラクル大作戦→一発貫太くん→科学忍者隊ガッチャマンII→科学忍者隊ガッチャマンF→とんでも戦士ムテキング→ダッシュ勝平→未来警察ウラシマン（第12話まで）
  - あんみつ姫→のらくろクン→ひみつのアッコちゃん（第2作）→ちびまる子ちゃん（第1作）→ツヨシしっかりしなさい→ちびまる子ちゃん（第2作、土曜 5:29 - 5:59、1996年10月から1998年6月を除き、2016年9月までネット）
- タイムボカンシリーズ（タイムボカンとヤッターマン（第1作）は未放送。ytv制作のヤッターマン（リメイク版）、タイムボカン24、タイムボカン 逆襲の三悪人も放送）
  - ゼンダマン→タイムパトロール隊オタスケマン→ヤットデタマン→逆転イッパツマン→イタダキマン
- 土曜18時台後半アニメ枠
  - 未来警察ウラシマン（第13話以降）→OKAWARI-BOY スターザンS→ゲゲゲの鬼太郎（第3作）→おそ松くん（第2作）→平成天才バカボン→おれは直角→丸出だめ夫（1991年度のアニメ版）→幽☆遊☆白書→NINKU -忍空-
- ひみつのアッコちゃん（第3作）→デジモンアドベンチャー→デジモンアドベンチャー02（2000年9月でネット終了）
- キンカン素人民謡名人戦→晴れたらイイねッ!→晴れたらイイねッ!Let'sコミミ隊
- 爆笑おすピー問題→爆笑おすピー大問題!!→爆笑問題☆伝説の天才
- 志村けんのだいじょうぶだぁ→志村けんはいかがでしょう→志村けんのオレがナニしたのヨ?
- 森田一義アワー 笑っていいとも!（2002年9月27日でネット終了。16:30 - 17:30の時差放送）
- みのもんたのSOSシリーズ
- オレたちひょうきん族
- パンチDEデート（関西テレビ制作）
- クイズ!年の差なんて
- ねるとん紅鯨団→ハンマープライス
- 恐怖の食卓
- ONE PIECE※（2006年3月25日打ち切り）
- 熱血!平成教育学院
- トリビアの泉 〜素晴らしきムダ知識〜
- くるくるドカン〜新しい波を探して〜→カワズ君の検索生活
- Dのゲキジョー
- クイズ$ミリオネア
- 新堂本兄弟（2007年9月23日打ち切り）
- 幸せって何だっけ
- メントレG
- タモリのジャポニカロゴス
- 一攫千金!日本ルー列島!
- 脳内エステ IQサプリ
- はやく起きた朝は…※
- VivaVivaV6
- ホンネの殿堂!!紳助にはわかるまいっ
- クイズ!ヘキサゴンII
- ザ・ベストハウス123（UTYから移行）
- ほこ×たて
- くいしん坊!万才
- ナショナルエレック料理教室→ナショナル料理教室 奥さま!献立作戦
- ママとあそぼう!ピンポンパン
- 一球さん
- リチャードホール
- 魁!!男塾
- S-FIELD→ファイトマネー→スゴ腕!バウト→福山エンヂニヤリング（関西テレビ制作）
- ザ・レターズ〜家族の愛にありがとう
- ayu ready?
- 世界ゴリッパですね!!
- ミライ☆モンスター※（番組スポンサー変更に伴い2017年3月打ち切り）
- スペースコブラ
- おかべろ※（関西テレビ制作）
- ネプリーグ※（2021年3月打ち切り）
- クイズ!脳ベルSHOW※（BSフジ制作、2021年9月打ち切り）
- もしもツアーズ
- 東日本女子駅伝（福島テレビ制作）

##### UTY開局まで放送されていたTBS系列番組
- ナショナル劇場
  - S・Hは恋のイニシァル
  - 水戸黄門 第1部
  - 大岡越前 第1部（1970年3月OA分のみ。4月以降はUTYに移動）
- 時事放談
- ポーラテレビ小説
- ヤング720
- ザ・ガードマン
- ロッテ 歌のアルバム
- 不二家の時間（サインはV第1シリーズの途中まで）
- 火曜19時台前半アニメ枠
  - 宇宙少年ソラン→冒険ガボテン島→キャプテンスカーレット→サスケ
- ブラザー劇場
- 木下恵介アワー

##### 民放協共同制作
- 親の目子の目
- 生きる×2
- いきいき!夢キラリ
- 発見!人間力
- 日本!食紀行

##### その他
- タカラヅカ・カフェブレーク（TOKYO MX制作、ただし単発番組扱い）
- 演歌百撰（2007年4月 - 12月に放送）
- 進撃の巨人（MBSが関与しているUHFアニメ、第3.5話はUTYで放送、第3期以降はNHK総合・甲府で放送）
- ゆるキャン△シリーズ（UHFアニメ）
- スポンジ・ボブ（ニコロデオン制作）
- まえせつ!（UHFアニメ）
- スーパーカブ（UHFアニメ）
- 鬼滅の刃シリーズ（1期はUHFアニメ、無限列車編及び遊郭編以降はフジテレビ企画協力）
- おいしい給食 SEASON2
- ダンジョン飯
- 東京号泣教室

## アナウンサー・キャスター

### 現在

#### 男性
- 1995年 櫻井和明（2024年4月時点で報道制作局局次長兼アナウンス部長[78][79]。）
- 2001年 吉岡秀樹（元テレビ埼玉記者。7月 - 、2024年4月時点で報道部部長[79]）
- 2011年 和泉義治（元ラジオ福島アナウンサー→同制作報道部。12月 - 。2013年に報道部より異動。）
- 2014年 村上幸政
- 2019年 深田幹規
- 2021年 服部廉太郎

#### 女性
- 2015年 水越千尋
- 2019年 小松千絵（元RSK山陽放送）、森田絵美（元NHK岡山放送局）、荒木美穂
- 2024年 今田舞、奥田歩美

### ラジオキャスター
- 塩澤未佳子

### スコーパーキャスター
スコーパー車と呼ばれるラジオ中継車に乗って県内各地から中継を行う、YBSラジオ専属リポーター。ただし、2023年度以降採用されていない。

### ソトカラinfo リポーター
- 三浦実夏（フリーアナウンサー・元YBSアナウンサー）

2023年度以降は「スコーパー情報」のコーナーの設定がなく、代わりに水・金曜日に「ソトカラinfo」というコーナーが設置された。担当する三浦の肩書は「リポーター」である。

### アナウンサー出身以外のアナウンス部長
- 吉岡俊昭（前職は報道部記者。）
- 大木秀一郎（編成局次長・テレビ制作部長兼務。前職は同局次長・テレビ編成PR部長。）

### 過去
●は元アナウンス部長。

#### 男性
- 1957年
  - 八代英太（前島英三郎）（ - 1963、タレント→前衆議院議員）
- 1961年
  - 小松明美（ - 1990年代、退社後にエフエム甲府でパーソナリティ）
- 1969年
  - 加藤嘉晴●[80]
- 1972年
  - 最上幹夫[80]
- 1974年
  - 伊藤英敏（ - 1980、ナレーター・声優）
  - 大柴堅志（ - 2004、老人ホーム施設長）
- 1977年
  - 細野俊晴（ - 1999、静岡第一テレビ取締役）
- 1980年
  - 山ノ井友司（ - 1985、→FM横浜）
- 1981年
  - 有野修司（ - 2001.4、在籍中に逝去[81]）
- 1992年
  - 深沢弘樹（ - 2010、社会学者=駒澤大学教授）
- 1996年
  - 前田真宏（ - 2012、東京支社→YBS制作番組（マキタ係長など）のプロデューサー→メディアプロデュース局局次長兼ビジネス推進部統括[79]）
- 1997年
  - 酒井康宜（ - 2021、報道部長→ビジネス推進部長[79]）
- 1998年
  - 穀田慎也（ - 2001、2003 - 2008、報道部記者→番組ディレクター→営業局次長兼営業企画部長→ビジネス推進部部長[79]）
- 2001年
  - 池田聡史（ - 2003、報道部記者→テレビ愛知記者）
- 2005年
  - 横内洋樹（ - 2017、→フットメディア→WOWOW）
- 2009年
  - 田中真尋（ - 2024、報道部記者→ワイドニュースキャスター→ビジネス推進部副部長[79]）
  - 土橋諒（ - 2012）
  - 難波紀伝（ - 2013、→宮古テレビ）
- 2012年
  - 矢笠智也（→山梨県職員[82][83]）
- 2013年
  - 井出アトム（ - 2016途、報道部記者）
  - 吉永龍司（ - 2017.12、→長崎文化放送）
- 2017年
  - 林輝彦（ - 2019、→静岡朝日テレビ）
- 池田清
- 川崎博●
- 輿石真幸
- 中込賢二
- 名取清
- 平賀正友（退社後にエフエム甲府でパーソナリティ）

#### 女性
- 1965年
  - 奥脇洋子（ - 1980、コミュニケーション・アーツ・アカデミー代表）
- 1976年
  - 浅川初美●（1976 - 2015、定年退職[84]）
- 1981年
  - 有賀久恵[80]
- 1983年
  - 藤原広美（ - 1987）
- 1984年
  - 依田智子●（ - 2020.6[85]）
- 1985年
  - 藤原美恵[80]
- 1992年
  - 佐藤和子（ - 2001）
  - 外川智恵子（ - 2002）
  - 望月恭子（ - 2003）
- 1994年
  - 西川紀代美（ - 2000、退社後、アイルランドへ留学）
- 1997年
  - 村瀬寛美（ - 2004、→メ～テレキャスターを経てフリー）
- 1998年
  - 鈴木智草（ - 2009、→ボイスルーム所属）
- 1999年
  - 富田智美（ - 2007.6、退社後イギリスを経てカナダへ移住）
- 2000年
  - 遠藤麗奈（ - 2002、→北海道文化放送専属キャスター）
- 2001年
  - 稲川絵巳（ - 2003）
  - 宮本裕子（ - 2006、→三桂所属）
- 2003年
  - 中島そよか（ - 2009、→ボイスワークス所属）
  - 東美咲（ - 2005.9、→tvkキャスター）
- 2004年
  - 植田有紀子（ - 2010、→圭三プロ所属）
- 2006年
  - 石河茉美（ - 2011、→日経CNBCキャスター）
- 2007年
  - 中込真理子（ - 2011、→フリップアップ所属）
  - 原香緒里（ - 2016、→TALKNAVI所属）
- 2009年
  - 村松優里香（ - 2013、→宮古テレビ）
- 2011年
  - 石島さわか（ - 2015、→静岡放送→フリーアナウンサー・心理カウンセラー）
  - 三浦実夏（ - 2020、→フリー）
  - 海野紀恵（元愛媛朝日テレビ、 - 2022、→フリー）
- 2013年
  - 奥山れもん（4月入社 - 2014.3、YBSリポーター→山陰中央テレビアナウンサー）
  - 土谷映未（ - 2017、→セント・フォース所属）
- 2014年
  - 加藤響子（ - 2019、→ボイスワークス所属→フリー）
- 2015年
  - ハードキャッスル エリザベス（ - 2019、→セント・フォース所属）
- 2017年
  - 植万由香（ - 2018.6、→ディスカバリー・ネクスト所属→フリー・NACK5ニュースキャスター）
- 2018年
  - 叶多栞（4月 - 9月、→BBS新潟所属[86]）
- 2019年
  - 田中千尋（4月入社 - 2023.3）
- 2020年
  - 岡本桃香（4月入社 - 2023.9、→スターダストプロモーション制作3部所属・WOWOW専属キャスター）
- 薬袋峰子
- 中村道子
- 小田切めぐみ
- 松沢よし子
- 三神いずみ
- 平井則子
- 森本美恵
- 山口美紀
- 川口圭子
- 小林典子（石部典子）（→フリー）
- 末木明美（オールウェーブ・アソシエツ所属）

#### スコーパーキャスター
- 渡辺香代子
- 中村美智代
- 新井美鈴
- 塩澤未佳子（1996.9 - 1999.3、→YBSラジオキャスター）
- 武藤由里子（1996 - 1999）
- 深沢由美子（1996 - 1999）
- 石島さわか（1999.4 - 2002.3、→RADIO BERRYパーソナリティ→山梨放送アナウンサー）
- 今村純子（1999.4 - 2002.3）
- 内藤真衣子（1999.4 - 2002.3）
- 杉山明美（2002.4 - 2005.3）
- 折居由加（2002.4 - 2005.3）
- 西室歩（2002.4 - 2005.3）
- 吉岡彩（2005.4 - 2008.3）
- 進藤久宇（2005.4 - 2008.3）
- 杉山明日香（2005.4 - 2008.3）
- 早川佳身（2008.4 - 2011.3、現姓：三浦、→FM甲府パーソナリティ）
- 種市佳子（元NHK青森放送局、2008.4 - 2011.3、→NNS日本ネットワークサービス制作部門）
- 冨士池奈央（2008.4 - 2011.3）
- 加藤明子（2011.4 - 2014.3）
- 横川紘子（2011.4 - 2014.3）
- 角田郁帆（2011.4 - 2014.3）
- 大澤真依（2014.4 - 2017.3、→静岡放送キャスタードライバー、→ボイスルーム所属）
- 山田千尋（2014.4 - 2017.3、→FM甲府パーソナリティ）
- 原厚美（2014.4 - 2017.3）
- 三木礼菜（2017.4 - 2022.3、→エフエムふじごこパーソナリティ）
- 三浦志織（2017.4 - 2020.3）
- 勝俣栄太郎（2017.4 - 2020.3）
- 齋藤里佳（2020.4 - 2022.3）
- 山﨑祐依（2020.4 - 2022.9）
- 染谷香衣（2022.4 - 2023.3、F-FactoryJapan所属）
- 神谷真子（2022.4 - 2023.3、F-FactoryJapan所属→引退）

## スタジオ

### テレビスタジオ
山梨文化会館に移転した当時から使用しているスタジオ。6階にある。
- 『ててて!TV』や『やまなしマルシェ』、県政番組等で使用している。以前は『ともちゃん家の5時』や『週末仕掛人 ヤマナシプロデュース』 などで利用していた。

### オープンスタジオ スタジオふらっと（HV対応）

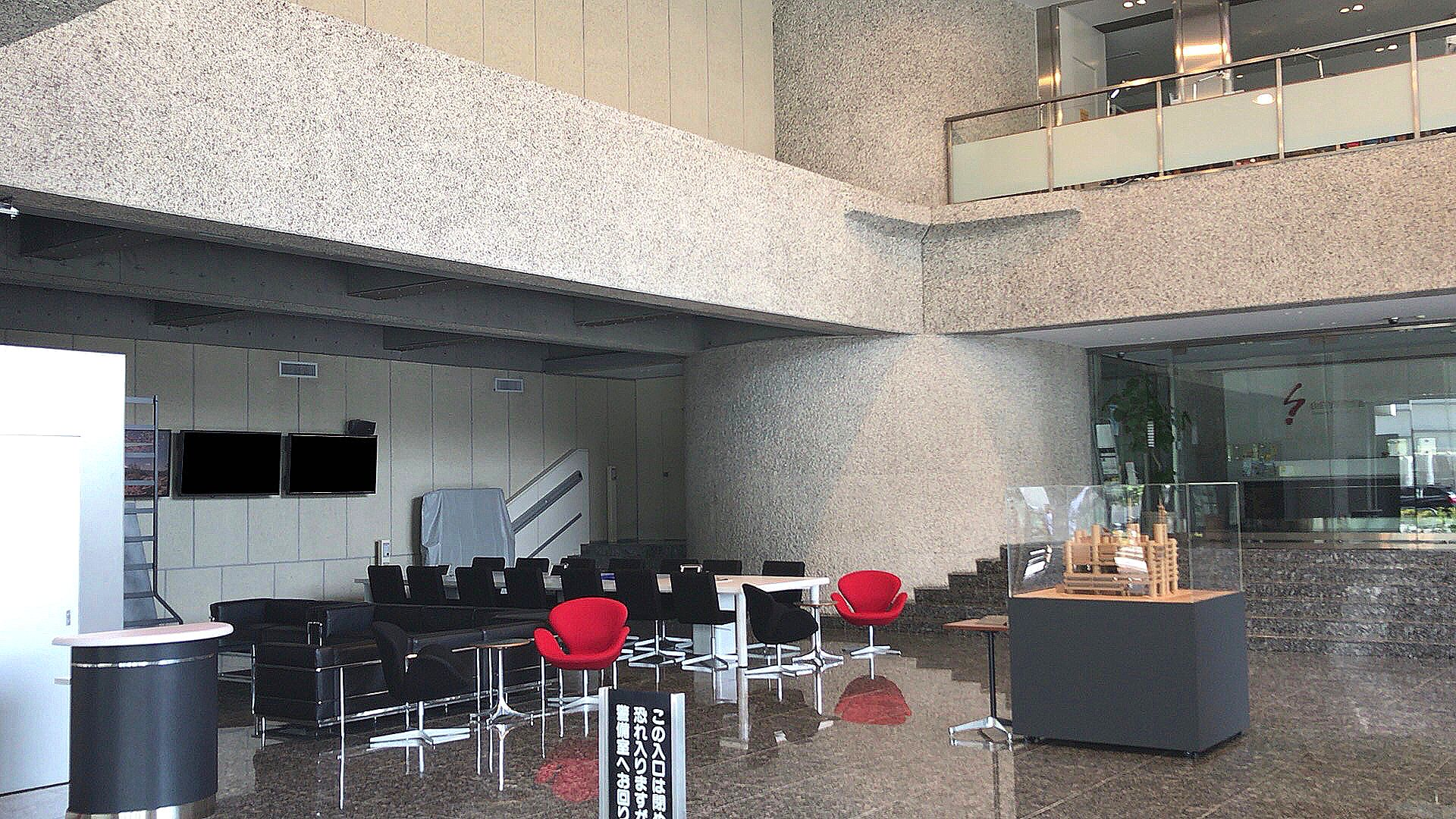
山梨文化会館玄関ロビー（2018年9月撮影）

山梨文化会館1階のロビー。主に生放送で観覧可能な番組で使用する。また、『24時間テレビ』で山梨放送からローカル放送される際もここを使用する。通常はロビーとして使用されておりスタジオの面影は全く無く、地上デジタル放送のYBSテレビのPRコーナーとなっている。スタジオふらっとの名付け親は、以前『ただいま☆☆』に出演していた料理研究家・川久保欽子。誰もが「ふらっと」立ち寄れるようにという意味である。
- 以前は『ただいま☆☆』、『ゆうひのジャングル』が放送されていた。

### 報道スタジオ（HV対応）
本来は1階の一般スペースを改装して作ったスタジオである。ニュースサブも1階にあり、コンパクトなスタジオ。山梨放送の入居している山梨文化会館は既に飽和状態であるため、増築を繰り返している。現在のスタジオは2013年4月から使用。
- 『YBSワイドニュース』、『YBSニュース』、『山梨スピリッツ』が放送されている。

### YBS909スタジオ
ラジオ番組で使用するスタジオ。かつては「アルックススタジオ」と呼ばれていた。山梨放送の生放送ラジオ番組の多くはこのスタジオから放送される。山梨文化会館の8階、かつて電光掲示板設置されていた場所の真下にある。このスタジオにはライブカメラが設置してあり、これを用いて一部のラジオ番組では番組公式サイトからスタジオの様子を見ることができる。また一部時間帯については、日本ネットワークサービス（NNS）のコミュニティチャンネル（ch.111）でもライブカメラの映像が放送されている。2013年4月から「ラララ♪スタジオ」に改称され、2025年3月31日より現在の名前に改称された。
- 以前は『浅川初美のくちこみアルキメデス』、『野放しワイド しびれて土曜日』、『ふぁんタメ』、『765morning』、『765MUX』、『Talk魂765 Go!Go!イチ』、『どきゅ～ん』、『どうでぇ～サタデ～』などが、現在は『909morning』、『ひる前らじお うるさごぜん』、『はみだし しゃべくりラジオ キックス』、『ミュートレック～MuTrek～』などが放送されている。

なお、収録番組は別のスタジオで収録している。

### Tokyo909Studio
山梨放送東京支社にあるラジオ番組用のスタジオ。2022年6月よりフロアを移転してリニューアルし、「Tokyo909Studio」となった。静岡放送と共同運営されている。『はみだし しゃべくりラジオ キックス』木曜レギュラー・ダンビラムーチョ（2022年）、世間知らズ、河西結心（2023年）が出演する際などに使用されている。
かつては「E-JAN＜いーじゃん＞スタジオ」と呼ばれていた。このスタジオにもライブカメラが設置されており、765ラララ♪スタジオ（旧アルックススタジオ）とこのスタジオから同時に放送されているときのみスタジオの様子を見ることができる。タレントを起用したテレビ番組などのナレーションをこのスタジオがある東京支社で行うことがある。2021年4月より改修工事のためE-JANスタジオとしての使用を終了した。

## 情報カメラ
同局では、情報カメラを「YBSスカイアイ」と称し、県内6か所に設置している。以前はスカイアイで撮影された映像はWebページ（ハイビジョンカメラでも画面比率は4:3にカット）で閲覧できたが、Webページリニューアル後は本栖湖のカメラのみ閲覧できる。なお、その他のカメラの映像は一部のテレビ番組で使用される。
※日本ネットワークサービスのテレビ放送10ch、11chの一部の番組内で使用されている。
- 山梨文化会館屋上（甲府市）…甲府市内と甲府駅を中心に撮影（16:9HD）
- セレス甲府屋上（結婚式場 中巨摩郡昭和町 中央自動車道甲府昭和インター近く）…甲府昭和インターや国道20号線などを撮影（16:9SD）
- ホテルハイランドリゾート屋上（富士吉田市 富士急ハイランドの隣）…富士山頂と富士急ハイランドを中心に撮影（16:9HD）
- 談合坂送信所屋上（上野原市）…中央自動車道を撮影（主に交通情報で使用）（16:9SD）
- 山中湖交流プラザ きらら（山中湖村）…富士山頂と山中湖を撮影（16:9HD）
- 本栖湖畔（富士河口湖町、身延町）…富士山頂と本栖湖を撮影（16:9HD）

## マスコットキャラクター
ちょびー
- 山梨放送70周年を記念して2024年6月28日に初登場した。
- 名前の由来は甲州弁の「ちょびちょび」。
- 好奇心旺盛で人を驚かすのが大好き、茶目っ気たっぷりなうさぎ。
- チャームポイントは胸の富士山模様に、Ｙの形をした耳の「!」マーク。瞳にも「!」マークが隠れている。
- 公式プロフィールは以下の通り。
  - 生まれたところ：やまなし県
  - しごと：ジャンジャン!やまなしを盛り上げる
  - とくぎ：人をビックリさせること
  - 好きなことば：「ジャーン!」
  - 夢：たくさんの驚きで世界中のみんなを幸せにすること

### 過去のマスコットキャラクター
モモオ・モモッチ・フルル
- マスコットキャラクターは「モモオ」・「モモッチ」、それに妹の「フルル」。「夢の国からきた兄弟」という設定である。
- モモオとモモッチは山梨放送開局50周年を記念して2003年に採用された（実際に登場したのは同年8月5日）。
- フルルは2005年3月3日の登場で、桃の節句にちなんだ愛らしい名前を一般公募した結果、この名前になった。登場前にはモモオ、モモッチのアニメで妹が生まれると予告されていた。
- YBSテレビのCMでアニメーションが放送されている。このCMは山梨放送のWebサイトの一部「モモオ・モモッチのしあわせランド」で視聴することが可能である。なおこのCMのスケッチブック編はスケッチブックの絵とモモッチの動きが違うパターンが存在する。2006年6月の時点で最近のものは2005年秋に放送したバージョンである（現在このバージョンはWebページで公開されていない。そのためタイトルは不明）。
  - また、以前放送したものを季節に合わせて放送することもある。
- 2007年11月から2013年3月までのYBSテレビの天気情報の洗濯情報と花粉情報でこの兄弟のイラストが使用されていた。
- 開局65周年記念キャンペーンが展開し始めた2019年初頭頃から露出が減り、「モモオの缶詰め」という番組宣伝枠も「ガイド」にタイトル変更されている（2021年1月からは「あっ!YBS」に再変更された〈サラリーマン風おじさんメインのアニメーションCI付き〉）。

アルックスくん
- 過去に、アルックススタジオが完成した頃に「アルックスくん」というキャラクターがいた。（ラジオ）

## YBSアプリ
- 2021年2月11日にリリース[88] されたコミュニケーションアプリ[89]。Android、iOSに対応。南海放送からのライセンス提供による配信[90]。
- 「知る」「見る・きく」「送る・応募する」「お楽しみ」といった4つのカテゴリーに分け、山梨のニュースや天気、防災、イベント情報などを掲載する。重大ニュースや気象警報はPUSH通知で速報する。番組へのメッセージ投稿・プレゼント応募がより簡単にできるようになった。
- 歩数計機能が追加された。

## 現在は終了したサービス・刊行物

### フリーペーパー KitaGuchi
- 山梨放送では汐留やお台場などに負けない情報発信基地として番組案内や県内のお薦めスポットなどを掲載したフリーペーパー「kitaguchi（キタグチ=YBSの本社がある甲府市北口から）」を発行している。季刊で主に改編期前後（1・4・7・10月上旬頃）に最新版が発行される。
- 表紙には発行した時期の日本テレビ系列の新ドラマの出演者の写真が使われることがある。
- 最新号はYBSのWebページでも閲覧できるようになっている場合がある。ただし、YBSの番組表やプレゼントのページなど一部のページと山梨放送の自社製作番組の出演者以外の写真は省略されている。
- 山梨放送本社、支社をはじめ県内の一部店舗で配布している。
- また最新版を甲府駅前（南口、北口）で配布していることもある。
- 山梨県内にあるファミリーマートでも無料で入手できる。また、ヴァンフォーレ甲府のホームゲームでもたまに配布している。

### YBSクラブ
- 山梨放送の最新情報やアナウンサーの待ち受け画像などを配信している携帯電話向けのメールマガジン（PCからの登録・閲覧も可能）。登録は無料で毎週金曜日にメールマガジンの本文としてその週の目次にあたる部分が配信される。本文を読むためにメールマガジン本文に記載されているURLからWebページにアクセスする必要がある。
- 山梨放送の特別企画では入会者限定の企画が行なわれるなどの特典がある。
- メールマガジンは緊急ニュースがある場合や、特別企画を実施している時期には金曜日の定期配信以外にも随時配信される。この場合は本文まで配信される。

### エンターテイメントステーション E-JAN
- 甲府市内のかすがモールにある山梨放送関連の商品などを取り扱っている店。商品は山梨放送グッズを中心だが、YBSテレビがNNN・NNSに参加していることから日本テレビ系列のグッズも取り扱っていた。

## 不祥事
- 2013年4月4日、山梨県消防協会を舞台とした使途不明金問題に絡んで同局が取材を実施したが、この際、同局報道部所属の20歳代の男性記者が、関係者から「どこの局の者か」と質問され、「毎日新聞の者だ」と返答した上、名前も偽名を用いた。同局はこの記者を内勤に移動させた上で減給処分とし、上司に当たる報道部長を譴責、報道局長（スポーツ報道制作部長を兼任）を厳重注意とした[91]。
- 2015年5月8日、同局営業企画部の男性部長（当時46歳）が飲酒運転で追突事故を起こし現場から立ち去り、追突された車を運転していた男性が軽傷を負った自動車運転処罰法違反（過失傷害）道路交通法違反（酒気帯び＋事故不申告）で摘発。5月15日懲戒解雇[92]。
- 2022年4月8日、50歳代営業局部長が甲府市内で社有車を運転中に警察に止められ、免許を所持していなかったため道路交通法第64条違反（無免許運転）で摘発された。部長は2020年9月に免許証を失効し更新していなかったため、22日までに懲戒処分となった[93]。